# Église Saint-Denis de Crépy-en-Valois
L'église Saint-Denis est une église catholique paroissiale située à Crépy-en-Valois, dans l'Oise, dans la région des Hauts-de-France. Elle remplace vraisemblablement la chapelle castrale du château de Gautier II de Vexin, qui remonte au début du XIe siècle. La partie la plus ancienne de l'église actuelle est la nef romane, non voûtée, qui peut être datée du second quart du XIIe siècle. Le transept, qui reflète la transition vers le style gothique, est à peine plus jeune, et possède quelques chapiteaux caractéristiques du milieu du XIIe siècle. Sous le siège de Crépy en 1434, l'église subit des dégâts. Les bas-côtés sont reconstruits après le milieu du XVe siècle, et une cérémonie de dédicace est célébrée en 1457. Beaucoup plus tard, entre 1544 et 1573, le chœur ancien est remplacé par un vaste ensemble de style gothique flamboyant, qui comporte trois vaisseaux parallèles voûtés à 13,50 m de hauteur, et une abside à cinq pans. L'église devient un édifice de dimensions considérables, mesurant 52 m de longueur pour 22,60 m de largeur, hors-œuvre. À la Révolution française, la paroisse Saint-Denis est l'une des deux parmi les trois paroisses de la ville qui sont supprimées, et l'église est vendue comme bien national en mai 1792. Elle est réquisitionnée comme magasin à fourrages. Cependant, les acquéreurs de l'église sont trois habitants désireux de la préserver, et la remettent gracieusement à la paroisse à la fin de l'année 1802. La vente et la démolition de la collégiale Saint-Thomas, fermée depuis 1799 en raison de son délabrement, en est malheureusement la conséquence indirecte. L'église Saint-Denis est remeublée grâce aux dons des fidèles. Elle reçoit une nouvelle façade en 1844, et un nouveau clocher coiffé d'une élégante flèche de pierre en 1852. L'église Saint-Denis est inscrite aux monuments historiques par arrêté du 29 novembre 1977. Elle est aujourd'hui le principal lieu de culte de la paroisse Saint-Sébastien de Crépy-en-Valois, qui s'étend sur dix-sept communes, et les messes dominicales y sont célébrées chaque dimanche à 11 h 00.

## Localisation
L'église Saint-Denis se situe en France, en région Hauts-de-France et dans le département de l'Oise, dans le Valois, à la limite nord du centre-ville de Crépy-en-Valois, place Saint-Simon. La façade occidentale donne sur la place, tandis que l'élévation septentrionale et le chevet donnent sur le cimetière municipal, qui occupe une partie du versant du plateau sur lequel est bâti le centre-ville, et domine la route de Compiègne (RD 332). De ce fait, l'église est visible de loin en s'approchant de Crépy-en-Valois par le nord. Le presbytère est contigu à la nef au sud, et le reste de l'élévation méridionale donne sur le jardin du presbytère et un jardin privé, ce qui fait qu'elle n'est pas visible pour le public. La proximité d'avec l'ancien prieuré clunisien Saint-Arnoul est à souligner : les ruines de son église se situent juste en face, du côté opposé de la place Saint-Simon, et les autres bâtiments suivent.

## Historique

### Les origines

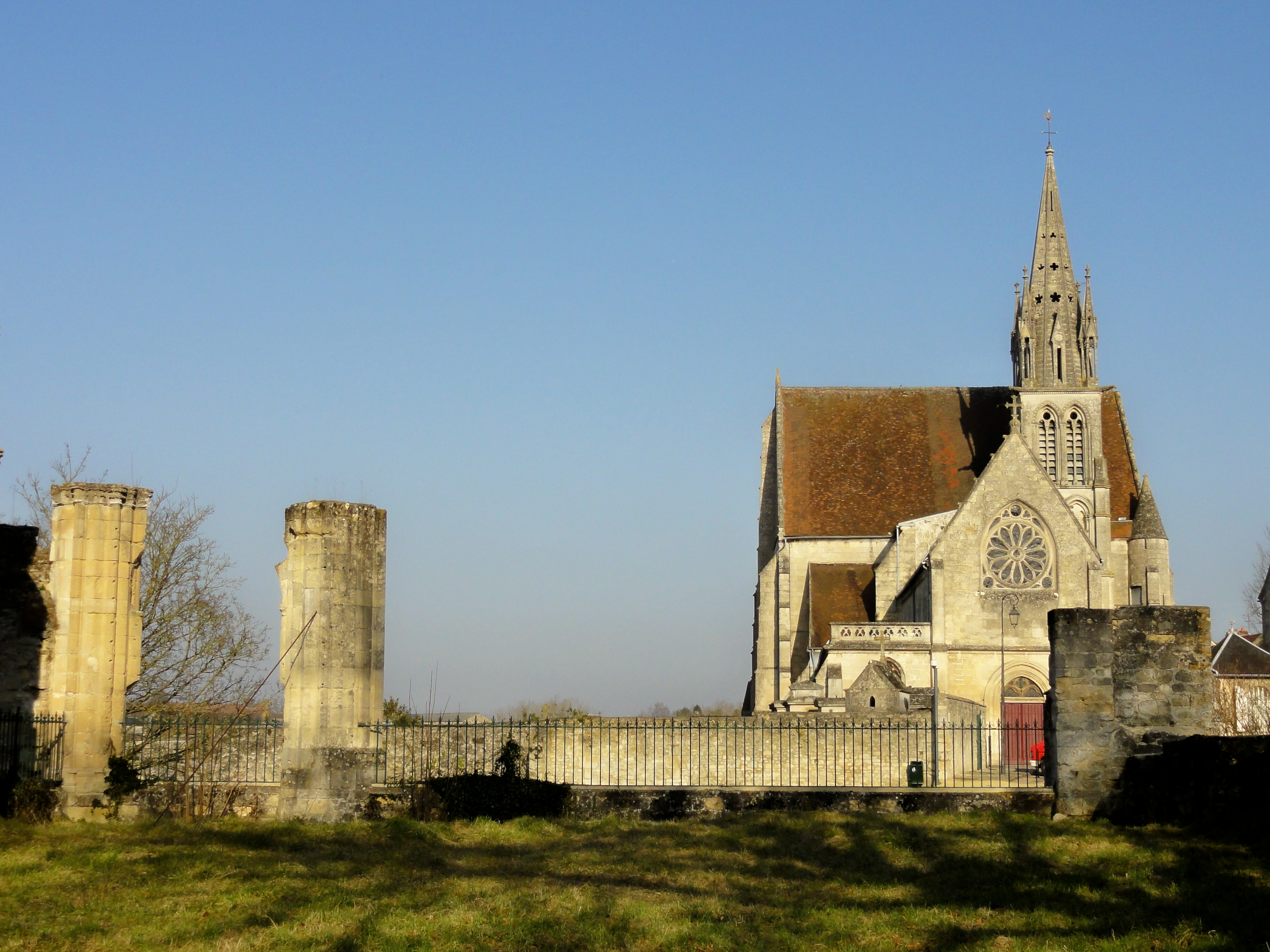
Vue depuis l'église ruinée de l'abbaye Saint-Arnoul.

L'église est dédiée à saint Denis de Paris, l'un des principaux évangélisateurs de la région. Le vocable fait penser à une fondation carolingienne. Ce n'est pourtant ni la première, ni la seule église paroissiale de la ville, bien qu'une bulle du pape Alexandre III datée de 1162 la qualifie d'église matricielle de Crépy. À l'époque mérovingienne, le plateau est encore inhabité, et le château Saint-Aubin n'existe pas encore. Les maisons se concentrent dans la vallée Sainte-Agathe, au sud-ouest du château ; vers l'est, Geresme et Bouillant forment des villages bien distincts. Selon l'abbé Claude Carlier, principal historien du Valois au XVIIIe siècle, le roi Dagobert, qui règne entre 628 et 637, aurait fondé un monastère double d'hommes et de femmes à Sainte-Agathe. Les moniales auraient plus tard rejoint l'abbaye de Jouarre, dont les liens avec Crépy ne font aucun doute. Le monastère, qui devient plus tard un petit prieuré dépendant du puissant prieuré Saint-Arnoul, serait à l'origine du développement de l'agglomération. Ce n'est qu'avec la construction du premier château sur l'éperon rocheux, que l'habitat migre sur le plateau. On peut situer cette étape importante de l'émergence de la ville à la fin du IXe siècle au plus tôt. Selon la biographie du roi Robert que le moine Helgaud de Fleury rédige en 1033, la construction du château de Crépy serait due à Gautier II de Vexin, dit le Blanc, mort entre 1017 et 1024. L'on ne connaît pas de mentions explicites plus anciennes de la ville. La fondation de Saint-Denis ne devrait pas remonter plus loin dans le passé. Ses circonstances sont parfaitement inconnues. Selon Jean-Marie Tomasini, il est vraisemblable qu'il s'agisse à la base de la chapelle castrale du château de Gauthier II. L'abbé Carlier pense que Gauthier II fait rebâtir l'église dans l'angle du château, ce qui sous-entend qu'elle existait déjà avant. L'auteur fait allusion à une église construite par le roi Dagobert et abritant trois autels consacrés à saint Denis, saint Étienne et à la Sainte-Croix, mais les fondements de cette affirmation sont difficiles à évaluer, et si elle est juste, rien n'indique qu'il s'agisse de la même église,.

### L'histoire de la paroisse jusqu'à la Révolution
Sous l'Ancien Régime, la paroisse Saint-Denis relève du doyenné de Crépy-en-Valois du diocèse de Senlis. Sa première mention figure dans la bulle papale déjà citée, en 1162. Mais à cette époque, la nef actuelle doit être achevée depuis un quart de siècle. Le collateur de la cure est le prieur de Saint-Arnoul, ce qui n'est guère étonnant puisque le prieuré se situe jusqu'en face de l'église Saint-Denis. Saint-Denis est l'une des trois paroisses de la ville, sans tenir compte de Bouillant, qui n'est rattaché à Crépy qu'en 1828. Le territoire de la paroisse correspond essentiellement à la ville haute. Les deux autres paroisses sont Saint-Thomas, qui correspond à la partie orientale de la ville, et Sainte-Agathe, qui s'étend sur les parties basses de la ville autour des hameaux, le hameau de Hazemont, au nord, et même le château Saint-Aubin. En 1457, Mgr Simon Bonnet, évêque de Senlis de 1447 et 1496, procède à la dédicace solennelle de l'église. Il est possible que le voûtement des bas-côtés et la réfection de leurs fenêtres soit déjà achevés à cette époque,.
Sous la Révolution française, toutes les communes du département de l'Oise sont regroupées dans le diocèse de Beauvais, et le diocèse de Senlis cesse d'exister dans les faits. Les prêtres de Crépy-en-Valois sont obligés de prêter serment à la Constitution civile du clergé en date du 23 janvier 1791, s'ils souhaitent continuer d'exercer leur ministère. Les frères Pierre-Louis et Étienne Le Tellier, respectivement curés de Sainte-Agathe et Saint-Denis, prêtent un serment restrictif, et doivent donc renoncer à leur prêtrise. Le chanoine Gollier, du chapitre de Saint-Thomas, prête serment en bonne et due forme, et devient le seul prêtre autorisé à exercer son ministère à Crépy. Il se rétracte toutefois six mois plus tard, et est remplacé par l'abbé Maurice, qui est un révolutionnaire convaincu. Il officie en même temps comme secrétaire de mairie, et devient un membre actif de la Société populaire en 1793. Seulement les villes dépassant les six mille habitants sont autorisées à conserver plus d'une paroisse. Les églises Saint-Denis et Sainte-Agathe sont fermées au culte au mois de février 1791. Elles sont vendues comme bien national respectivement au mois de mai de l'année suivante et en 1794. Aussitôt, l'église Sainte-Agathe, située 14 rue Sainte-Agathe, est presque entièrement démolie. N'en subsistent à ce jour que les grandes arcades d'un côté de la nef. L'église Saint-Denis est bientôt réquisitionnée comme magasin de fourrages. Sous la Terreur, en automne 1793, le chanoine Alexandre est arrêté chez lui en pleine nuit, car dénoncé comme « suspect ». Au mois de novembre, la collégiale Saint-Thomas est fermée au culte, et transformée en temple de la Raison.

### L'histoire de la paroisse depuis la Révolution

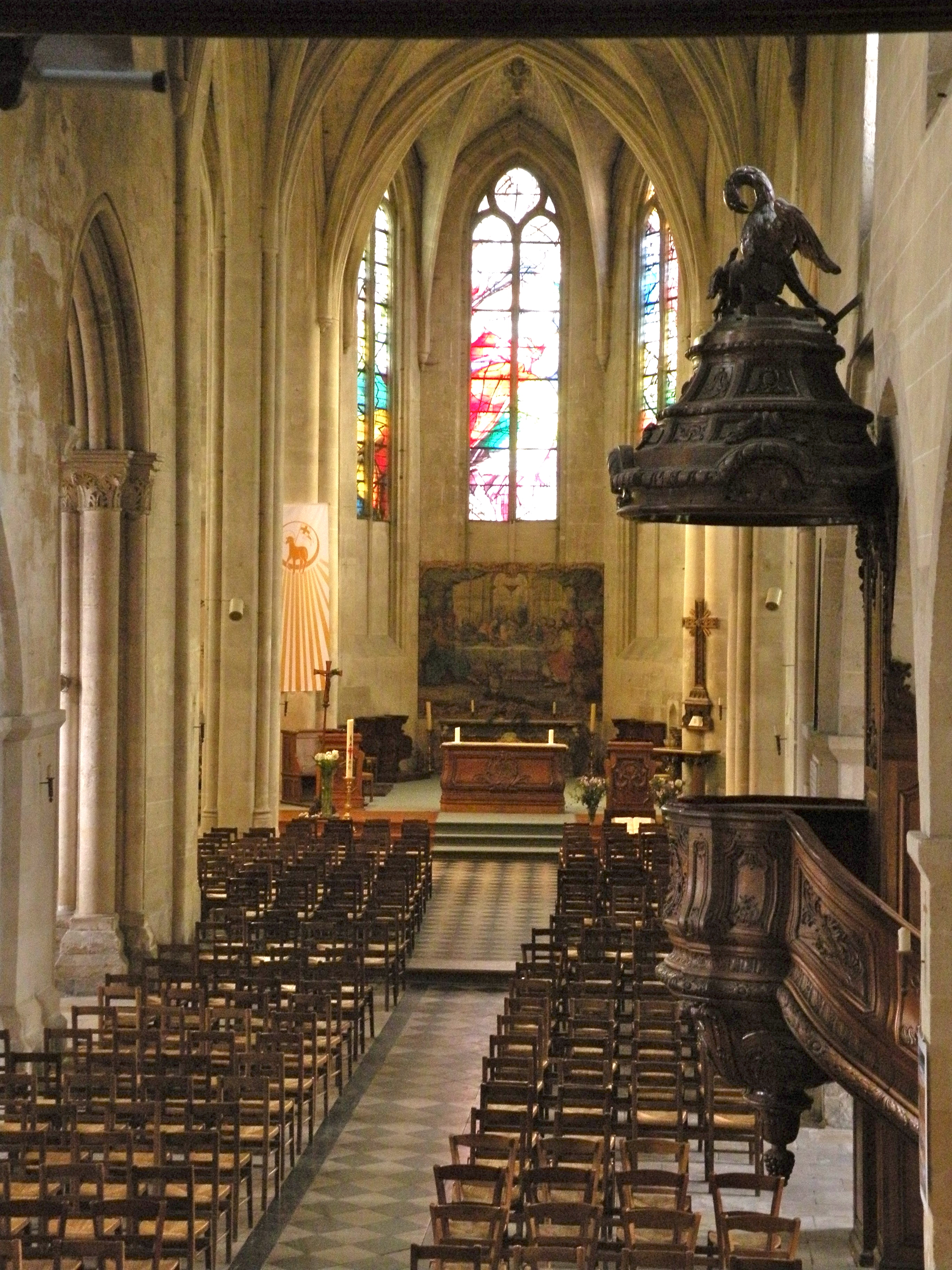
Vue intérieure générale.

Vers le mois de mai 1795, la Société populaire cesse son activité, et le culte catholique est de nouveau toléré. Le chanoine Joseph Alexandre, dernier prêtre demeurant à Crépy qui n'a pas renoncé à son sacerdoce, célèbre régulièrement l'Eucharistie à la collégiale Saint-Thomas. Mais en 1799, la voûte de la chapelle Saint Jean-Baptiste, au croisillon nord, s'effondre. La raison est la fragilisation des voûtes par l'infiltration des eaux pluviales, car les plaques de plomb de la toiture avaient été enlevées à la Révolution. Dans un premier temps, il est envisagé de réparer les autres voûtes avec les matériaux récupérés de la voûte effondrée. En attendant une décision, l'édifice est fermé au culte pour des raisons de sécurité. Les messes paroissiales sont provisoirement célébrées dans la chapelle Saint-Michel de l'hôtel-Dieu, et l'orgue de Saint-Thomas est transféré dans la chapelle. Sous le Concordat de 1801 qui pérennise la liberté du culte, le diocèse de Beauvais est annexé au diocèse d'Amiens ; il n'est rétabli dans ses limites actuelles qu'en 1822. Le 24 décembre 1802, les trois propriétaires conjoints de l'ancienne église Saint-Denis se font connaître auprès du maire, Étienne-Marie Delahante : ce sont Antoine-Charles Laurens, Jean-Louis Pommeret et Nicolas-André Bézin. Ils avaient fait acquérir l'église par un homme de paille « pour en prévenir la destruction et avec l'intention de la rendre par la suite à l'exercice du culte catholique si les circonstances l'exigeaient, que l'événement n'a que trop justifié leur prévoyance ». Le moment propice étant venu, ils remettent l'église gratuitement à la paroisse. La messe de Noël de 1802 est célébrée en l'église Saint-Denis. La collégiale est acquise par un entrepreneur de Compiègne en août 1804 et aussitôt démolie, à l'exception du clocher. Le maire le rachète in extremis aux démolisseurs sur ses propres deniers (et le donne à la commune en 1823). Le mobilier des églises ayant été vendu pièce par pièce et dispersé, les paroissiens le remplacent en faisant de nombreux dons. Le sacristain, Nicolas Clabault, loue les chaises moyennant une redevance annuelle de quatre-vingt-et-une livres. En 1807, l'on installe une horloge, et installe l'autel de la chapelle Saint-Aubin du château. Beaucoup de fenêtres sont encore bouchées depuis la Révolution, situation qui est déplorée par le maire dans une lettre au conseil de fabrique en 1811,.
En 1996, quarante-cinq nouvelles paroisses sont définies à l'échelle du diocèse de Beauvais. Leur étendue est une réponse au manque de prêtres. Avec une réorganisation dans le Vexin français en 2014, le nombre de paroisses tombe même à quarante-trois. La nouvelle paroisse de Crépy-en-Valois a pour saint patron le martyr Sébastien, qui est très populaire dans la région, notamment en raison des confréries d'archers qui l'ont également choisi comme patron depuis le Moyen Âge. La paroisse regroupe les anciennes paroisses de Crépy, Auger-Saint-Vincent et Vaumoise, qui sont à leur tour issues du regroupement de plusieurs petites paroisses, et ont aujourd'hui le statut de « communautés », avec un certain niveau d'indépendance. En plus de Crépy, le territoire s'étend sur seize communes rurales, dont deux possèdent plus d'une église. Au sein de la ville de Crépy, la paroisse Saint-Sébastien dispose aujourd'hui de trois principaux lieux de culte, à savoir l'église Saint-Denis, la chapelle Notre-Dame (63 rue Saint-Lazare) et l'église Bienheureuse mère Teresa, allée des Lys du Valois. Cette dernière a été bâtie en 2009, sous l'impulsion du père Emmanuel Gosset, et grâce au concours et à l'aide financière de nombreux paroissiens. En plus, la chapelle Saint-Michel est toujours disponible pour des célébrations, ainsi que l'église Saint-Martin de Bouillant, dans l'ancien village du même nom. Un curé et un vicaire se partagent le service de cette grande paroisse. Les messes dominicales sont célébrées en l'église Saint-Denis chaque dimanche à 11 h 00, ou pour certaines fêtes importantes, à 10 h 30.

### Les campagnes de construction de l'église

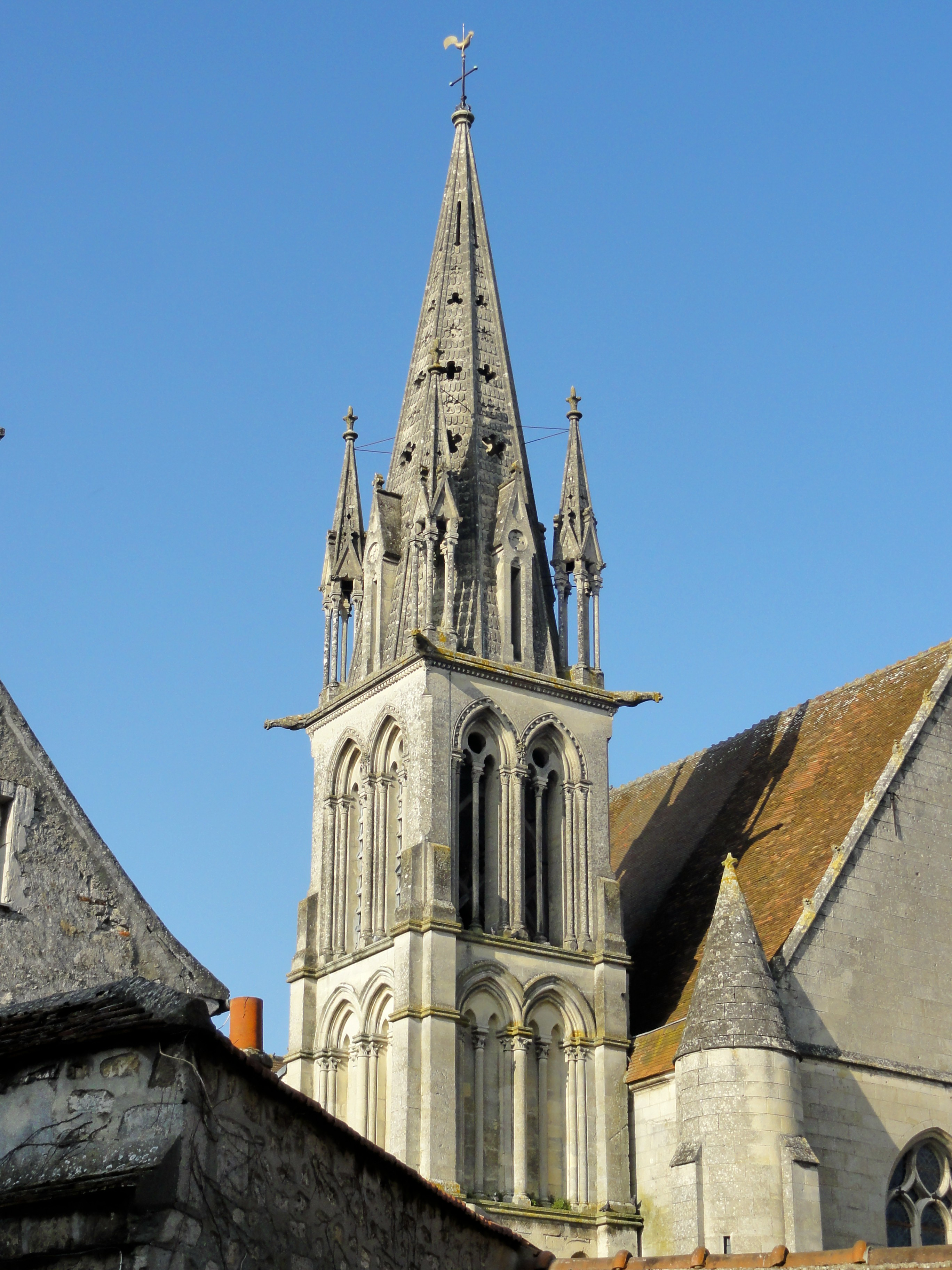
Clocher de 1852.

La chapelle castrale du château de Gauthier est reconstruite au commencement du XIIe siècle, peut-être selon un plan augmenté et à un endroit différent. L'usage veut que l'on commence par l'abside, qui abrite le sanctuaire, et constitue par conséquent la partie la plus importante d'une église. La nef peut être datée du second quart du XIIe siècle, et affiche le style roman. Sa facture assez simple peut s'expliquer par la règle appliquée sous l'Ancien Régime, qui veut que les frais de construction et d'entretien de la nef soient à la charge des paroissiens. Le style du transept paraît plus avancé, et il témoigne de la transition vers l'architecture gothique primitive à venir. Dominique Vermand le date des alentours de 1150 / 1160. L'on peut envisager qu'il ait été reconstruit en dernier lieu, afin de conserver le potentiel clocher du XIe siècle s'élevant au-dessus de la croisée du transept, ce qui est la disposition la plus fréquente dans la région. La base du clocher actuel, qui correspond au croisillon sud, est contemporaine du reste du transept. Sous le siège de Crépy en 1434, l'église subit des dégâts. Après le milieu du XVe siècle, les bas-côtés de la nef sont entièrement rebâtis dans le style gothique flamboyant, et les voûtes de la croisée du transept et du croisillon sud sont refaites dans le même style. Les toits en appentis des bas-côtés bouchent les fenêtres de la nef,,.
Entre 1544 et 1573, alors que l'architecture de la Renaissance s'impose en Île-de-France, l'ancien chœur est remplacé par un vaste ensemble gothique flamboyant, comportant un vaisseau central avec abside polygonale, et deux collatéraux voûtés à la même hauteur. Selon la date qui se lit sur la clé de voûte pendante de l'abside, les voûtes sont achevées en 1569. La fausse voûte en berceau de la nef est refaite à la même époque. La fenêtre croisillon nord reçoit un remplage flamboyant tardif, et un peu plus tard, la croisée est munie d'une fenêtre au remplage Renaissance, du côté nord. Le chœur est pavé en 1578, ce qui marque sans doute la fin des travaux. Dans le contexte de la remise en état de l'église après son délaissement sous la Révolution, des travaux importants sont entrepris au milieu du XIXe siècle. La façade occidentale est entièrement refaite à neuf en 1844 sous la direction de l'architecte de l'arrondissement, Drin. Les toits en appentis des bas-côtés sont démolis en 1852, et remplacées par des toits plats en zinc, ce qui permet de déboucher les fenêtres hautes de la nef. Un nouveau clocher conçu par l'architecte Aymar Verdier est bâti à l'emplacement de l'ancien, qui est représenté pour la dernière fois sur une gravure de 1609. À l'intérieur de l'église, la restauration est assez radicale, et le badigeonnage de la nef n'est pas conforme à son esprit roman. Il est toutefois à souligner que les murs en moellons de la nef ont été destinés à être enduits. De nouvelles verrières sont montées dans l'abside en 1873, mais elles sont soufflées lors des bombardements de 1940,,. L'édifice est inscrit aux monuments historiques par arrêté du 29 novembre 1977. Trois nouvelles verrières sont installées dans l'abside en 1998 et 2004 ; ce sont des œuvres du vitrailliste Claude Courageux.

## Description

### Aperçu général

Plan de l'église.

À peu près régulièrement orientée, avec une légère déviation de l'axe vers le nord-est du côté du chevet, l'église répond à un plan symétrique et se compose d'une nef de cinq travées accompagnée de deux bas-côtés ; d'un transept non débordant ; d'un chœur de deux travées droites prolongé par une abside à pans coupés ; et de deux collatéraux du chœur, qui atteignent la même hauteur que le vaisseau central. La longueur hors-œuvre dans l'axe du vaisseau central est de 52 cm, et la largeur est de 22,60 m. Le clocher s'élève au-dessus du croisillon sud, et une tourelle d'escalier ronde flanque l'angle sud-ouest du collatéral sud du chœur. La sacristie se situe au sud du même collatéral. La nef est recouverte d'une charpente en carène renversée, qui est dissimulée par une fausse voûte en berceau en lattis plâtré. Le croisillon nord est voûté en berceau. Le reste de l'église est voûté d'ogives. Trois portails dans la façade occidentale donnent accès à l'église. La nef est munie d'une toiture indépendante, avec pignon à l'ouest. Les toits des bas-côtés sont presque plats. Le toit en appentis du croisillon nord s'appuie contre le mur occidental du collatéral nord du chœur. Les travées orientales, sauf l'abside, possèdent une vaste toiture commune avec pignons au nord et au sud.

### Intérieur

#### Nef et bas-côtés

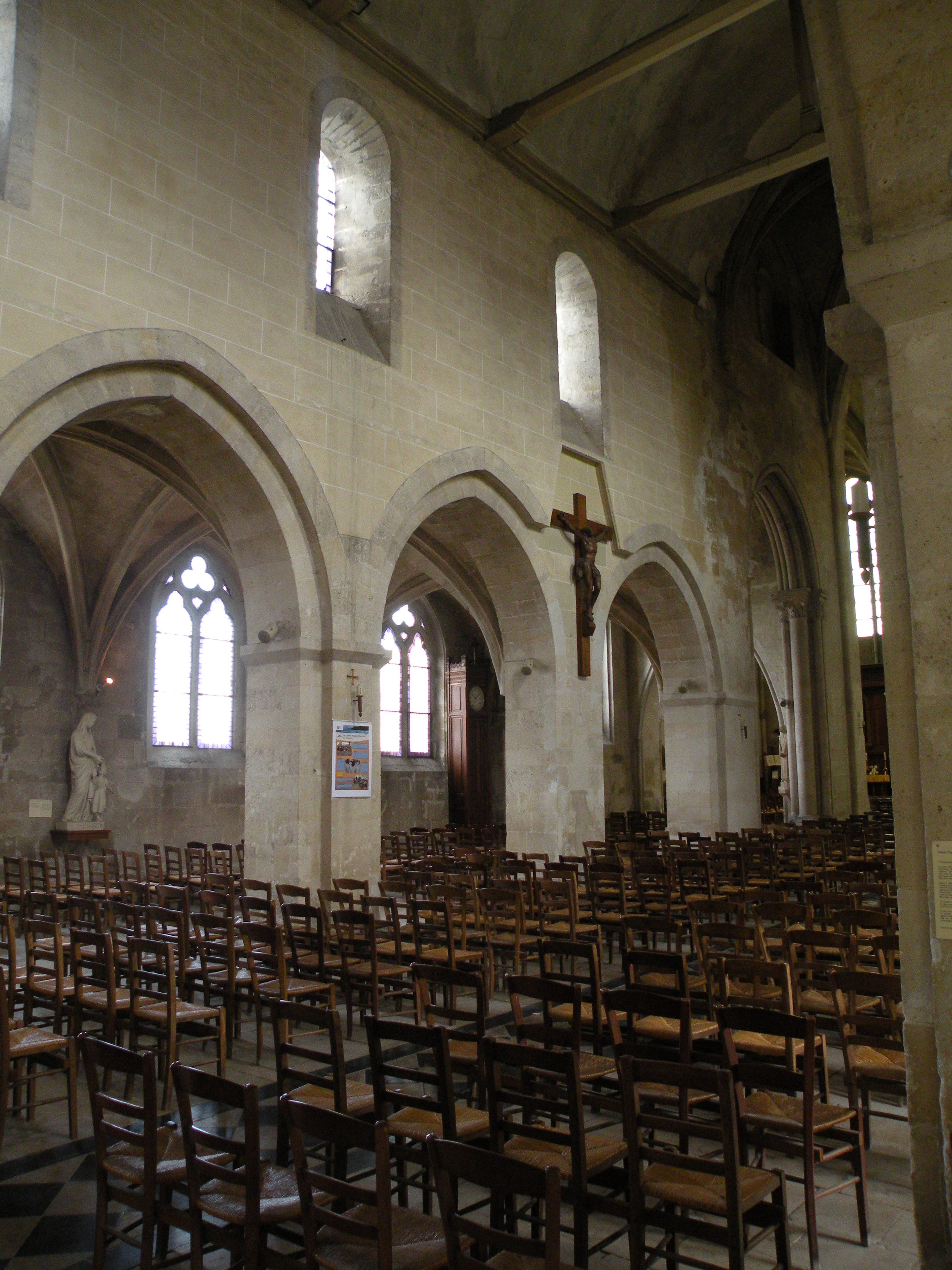
Nef, élévation nord.

La nef de plan basilical a une largeur de 7 m, et ses murs gouttereraux atteignent une hauteur de 9 m à l'intérieur. La ligne faîtière de la fausse voûte en berceau s'élève à 13 m au-dessus du sol. De la charpente, l'on n'aperçoit que les pannes sablières, les entraits et les poinçons. Les quatre fenêtres hautes de chaque côté s'ouvrent dans l'axe des piliers, comme à Béthancourt-en-Valois, Champlieu (église ruinée), Glaignes, Orrouy et Pontpoint. L'avantage de cette disposition est de pouvoir limiter la hauteur des murs, car si les fenêtres étaient positionnées au-dessus des grandes arcades, une certaine distance devrait être respectée afin d'assurer la stabilité des arcades. Les fenêtres sont profondément ébrasées, et s'ouvrent au-dessus d'un long glacis. Elles ne mesurent que 1,50 m de hauteur pour 0,6 m de largeur, et les ébrasements s'approchent de 0,50 m du sommet des murs gouttereaux. Les grandes arcades sont en arc brisé, qui ne fait pas son apparition dans la région avant le second quart du XIIe siècle, au chœur de Morienval, au transept de Rieux et dans la nef de Villers-Saint-Paul. Il est donc impossible de faire remonter la nef actuelle au XIe siècle et à Gauthier II, comme l'ont fait les auteurs anciens. Les arcades ont 4,80 m de hauteur et 3 m d'ouverture en moyenne. Elles sont à double rouleau, aux arêtes vives, et retombent sur des impostes chanfreinées à 2,70 m du sol, qui sont aussi présentes sur la face antérieure des piliers. Les piliers adoptent la même forme que les arcades ; ils ont donc un noyau carré de 1 m d'épaisseur, et un pilastre épais y est accolé à l'est et à l'ouest. L'on ne trouve pas d'arcades analogues dans les églises contemporaines des environs ; il y a plus souvent des colonnettes en lieu et place des pilastres, comme déjà à Morienval au dernier quart du XIe siècle,,.
La largeur des bas-côtés varie entre 3,50 m et 3,80 m. Leur hauteur sous le sommet des voûtes est identique à celle des grandes arcades. Un épais arc-doubleau non mouluré sépare la quatrième et la cinquième travée du nord et du sud. Dans les quatre premières travées du bas-côté nord, les ogives sont au profil d'un tore se profilant devant un bandeau proéminent, qui est mouluré de deux gorges. Les doubleaux affichent ce même profil. Ces voûtes ne sont pas typiquement flamboyantes, et sont sans doute les plus anciennes de l'église ; elles ont été reconstruites immédiatement après la Guerre de Cent Ans, à moins qu'elles ne remontent au XIVe siècle. Les autres voûtes se caractérisent par le profil prismatique simple des ogives et doubleaux, sauf aux endroits indiqués. Partout, les clés de voûte sont pour la plupart frustes. L'absence de formerets et la retombée sur des culs-de-lampe non sculptés, en lieu et place de piliers engagés, indique généralement un voûtement secondaire. Les soubassements des murs latéraux peuvent donc bien être antérieurs, et remonter à l'époque de la construction de la nef. En revanche, toutes les fenêtres ont été repercées à la période flamboyante. Leur remplage, encore proche du style rayonnant tardif, se compose de deux lancettes au têtes trilobées, qui sont surmontées d'un trilobe ou trèfle. Tous les écoinçons sont ajourés, et les meneaux, sans chapiteaux ni bases, sont aigus,.

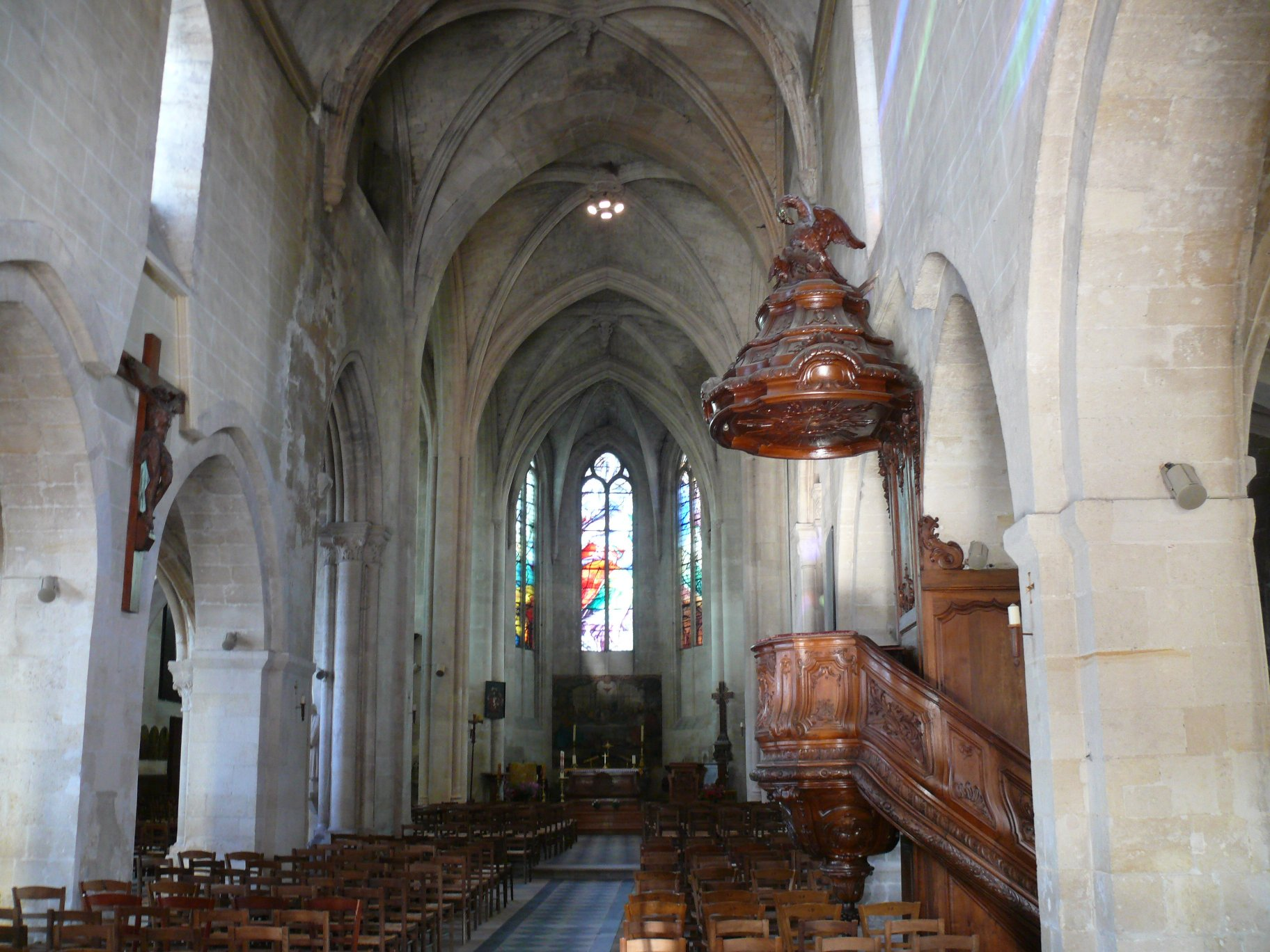
Nef, vue vers l'est depuis l'entrée.
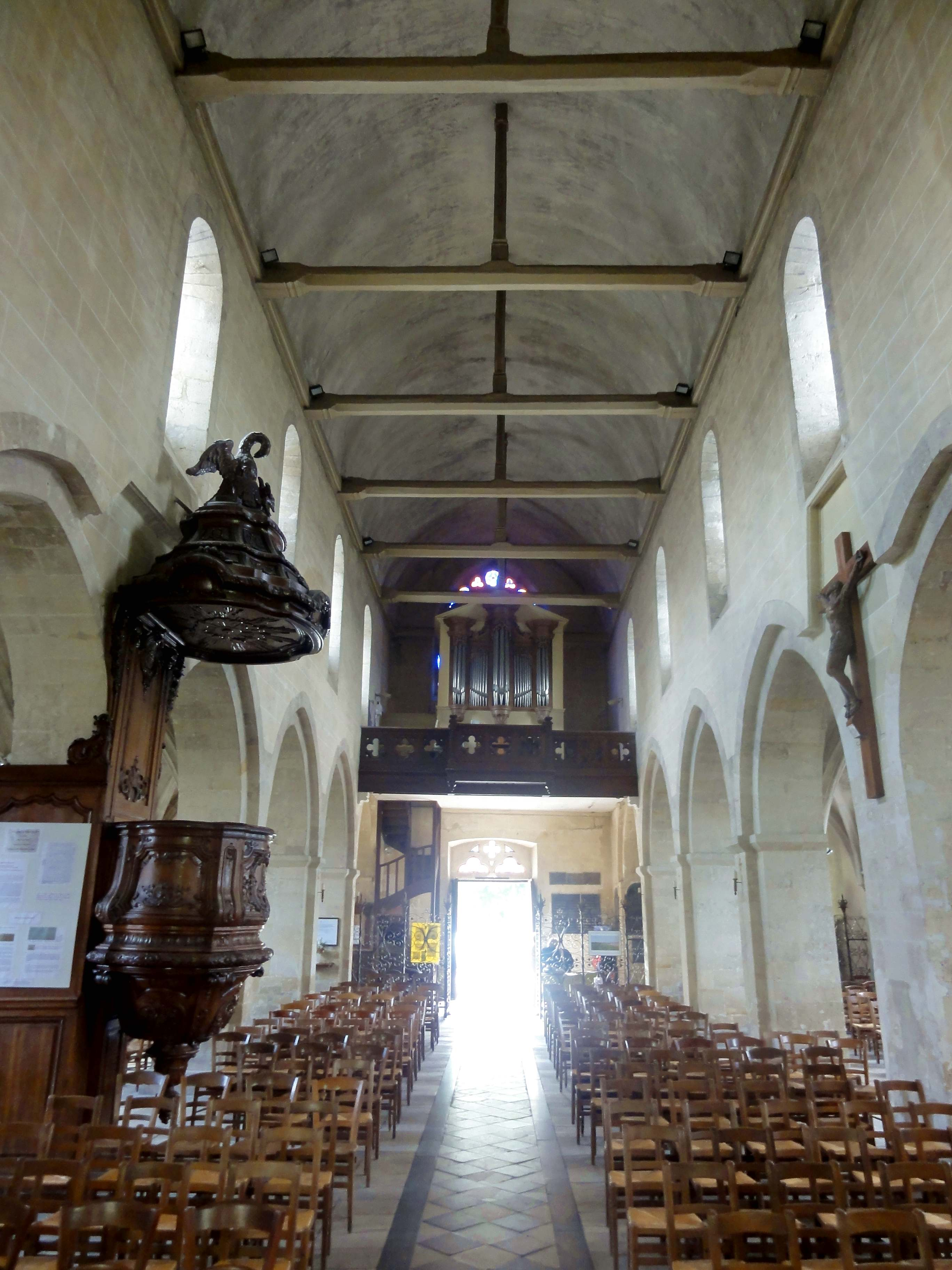
Nef, vue vers l'ouest.
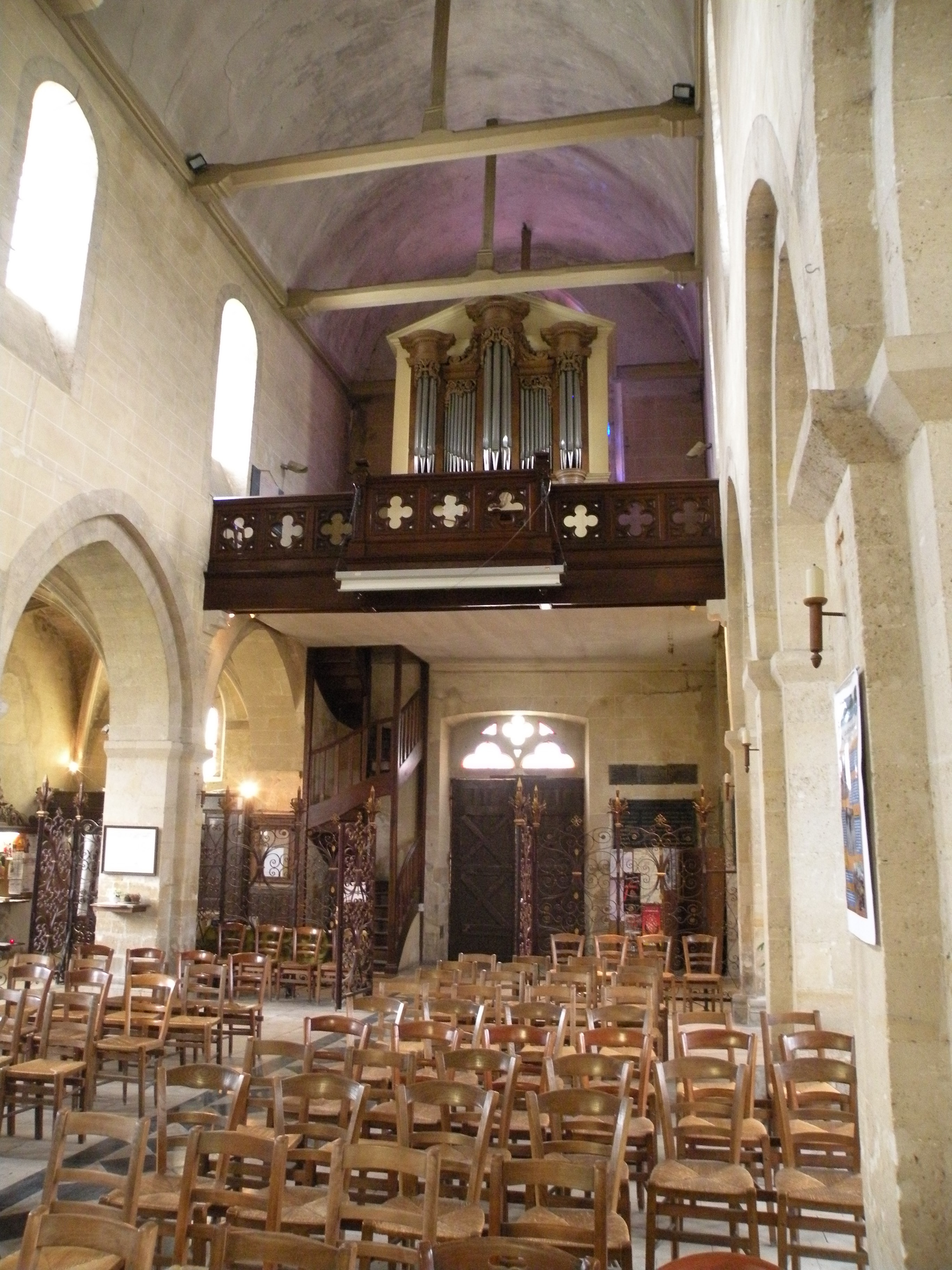
Nef, vue vers le sud-ouest.
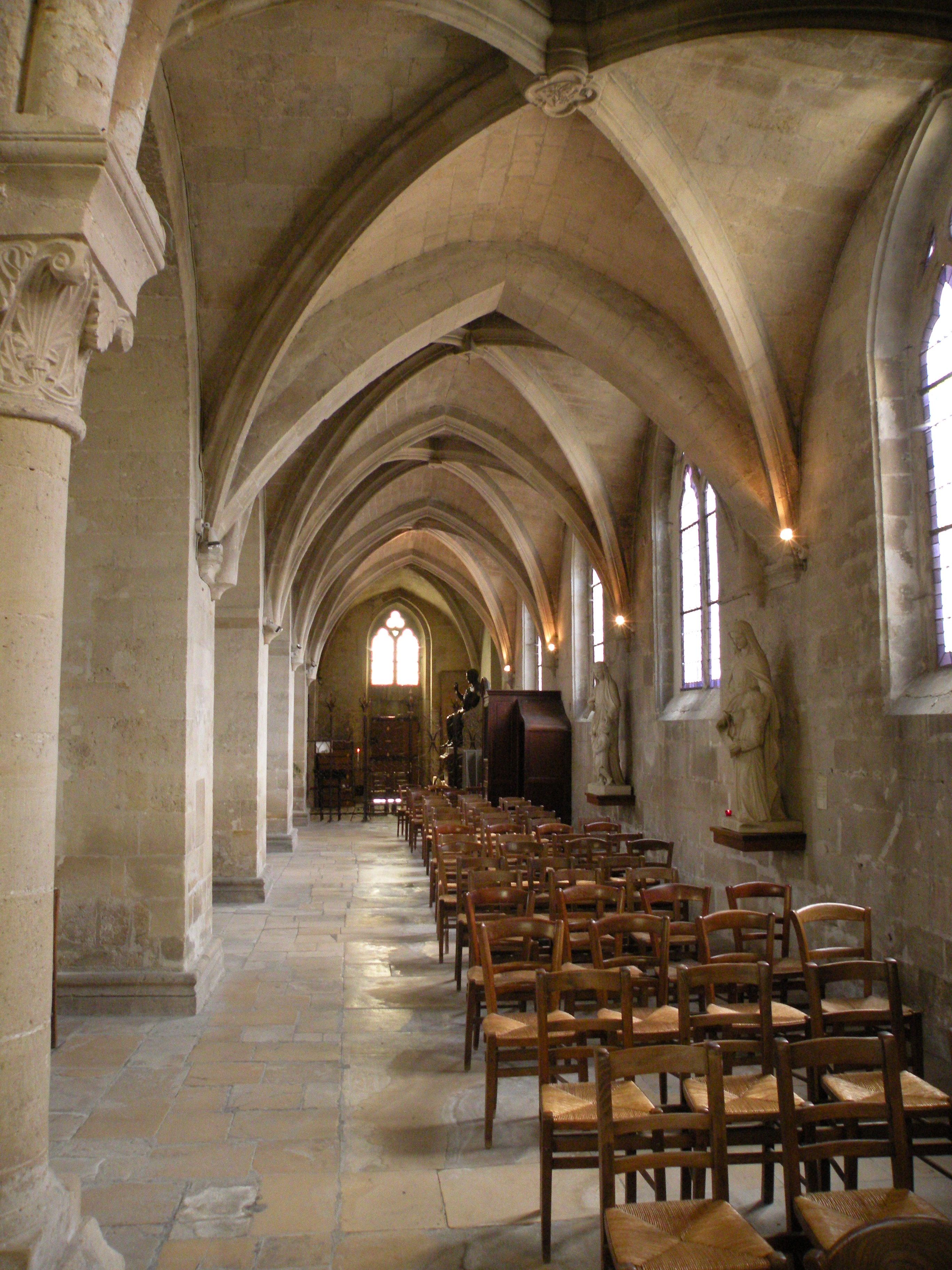
Bas-côté nord, 5e travée, vue vers l'ouest.
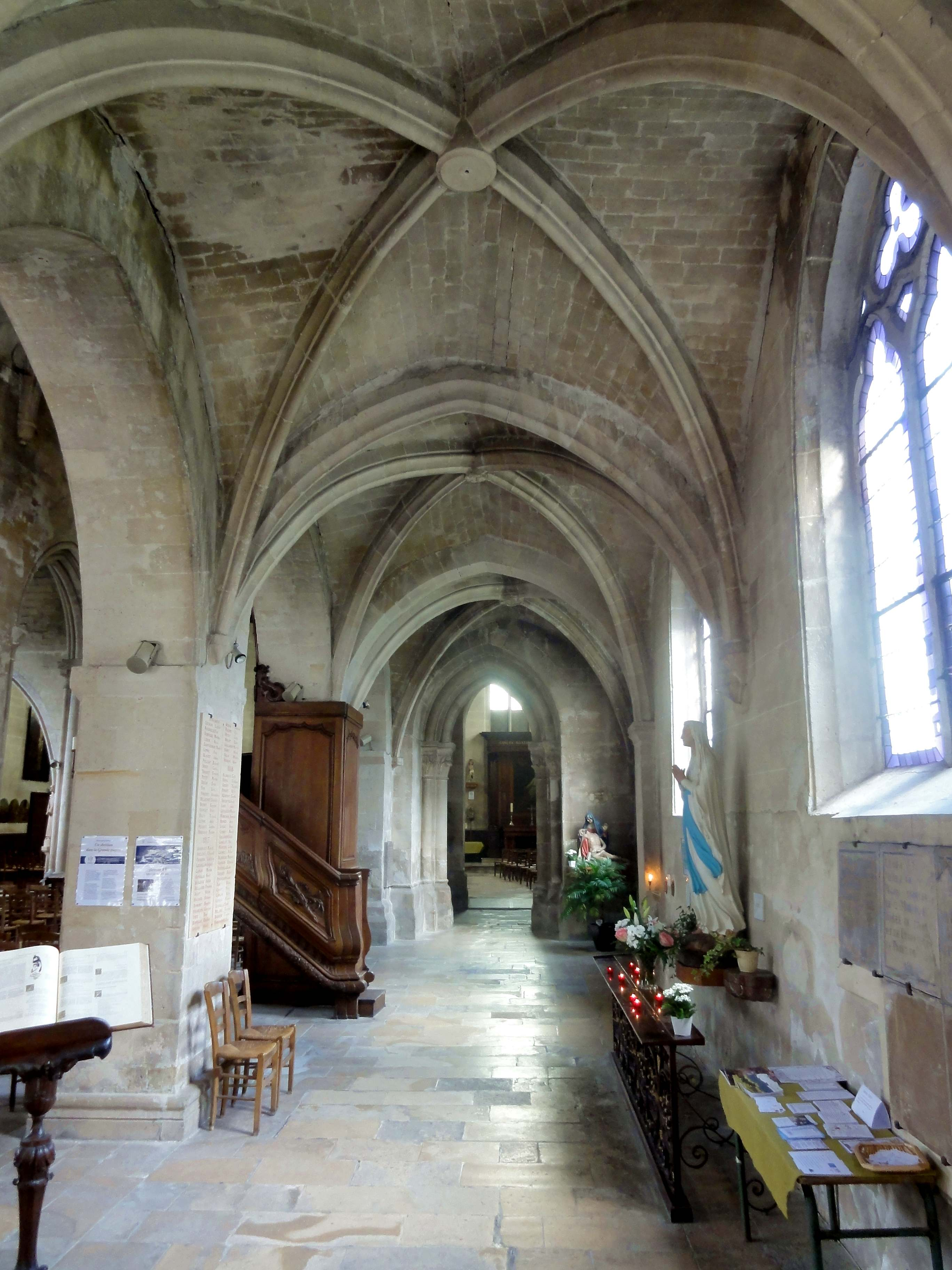
Bas-côté sud, 3e travée, vue vers l'est.
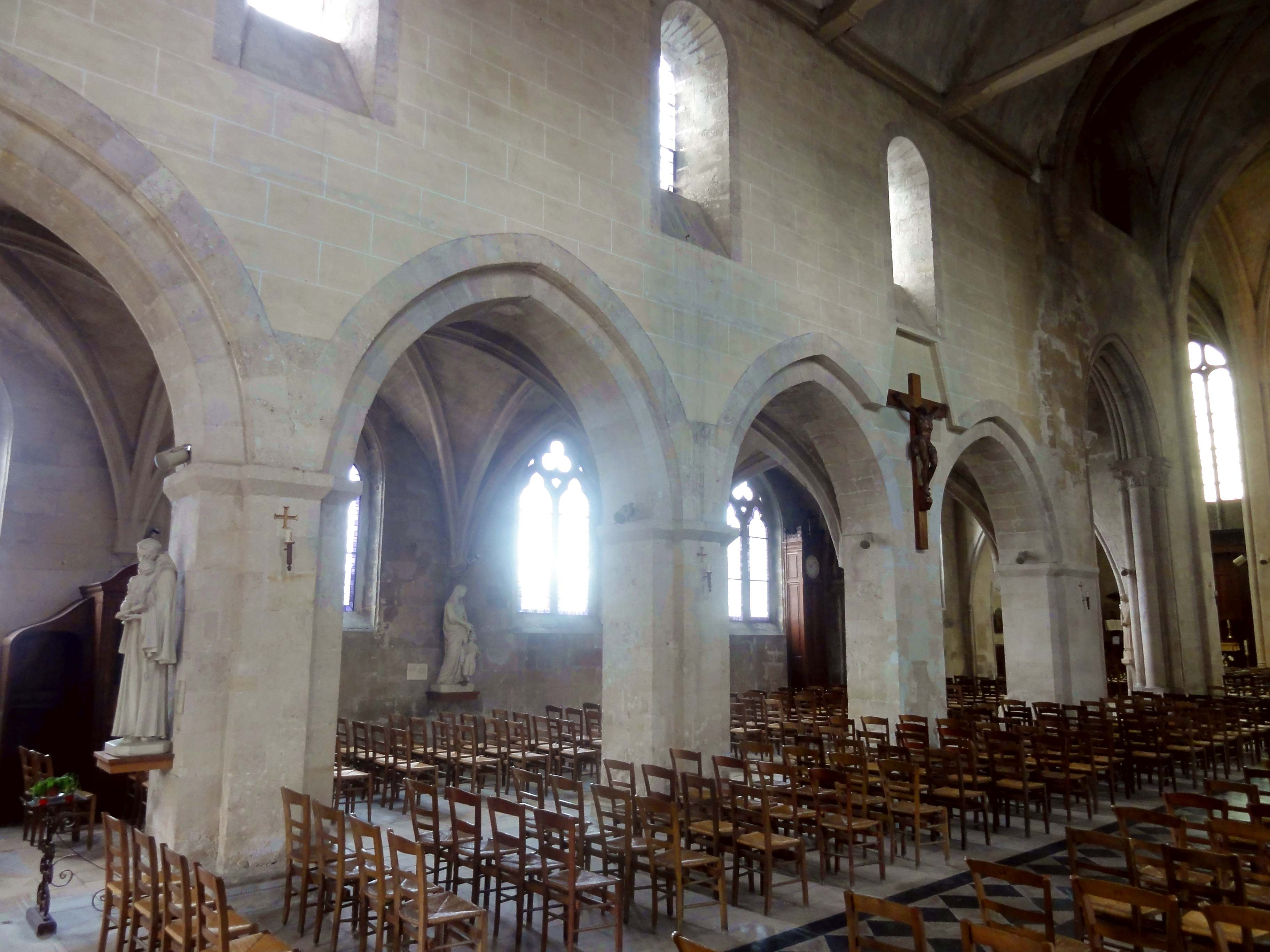
Grandes arcacdes du nord.

#### Transept

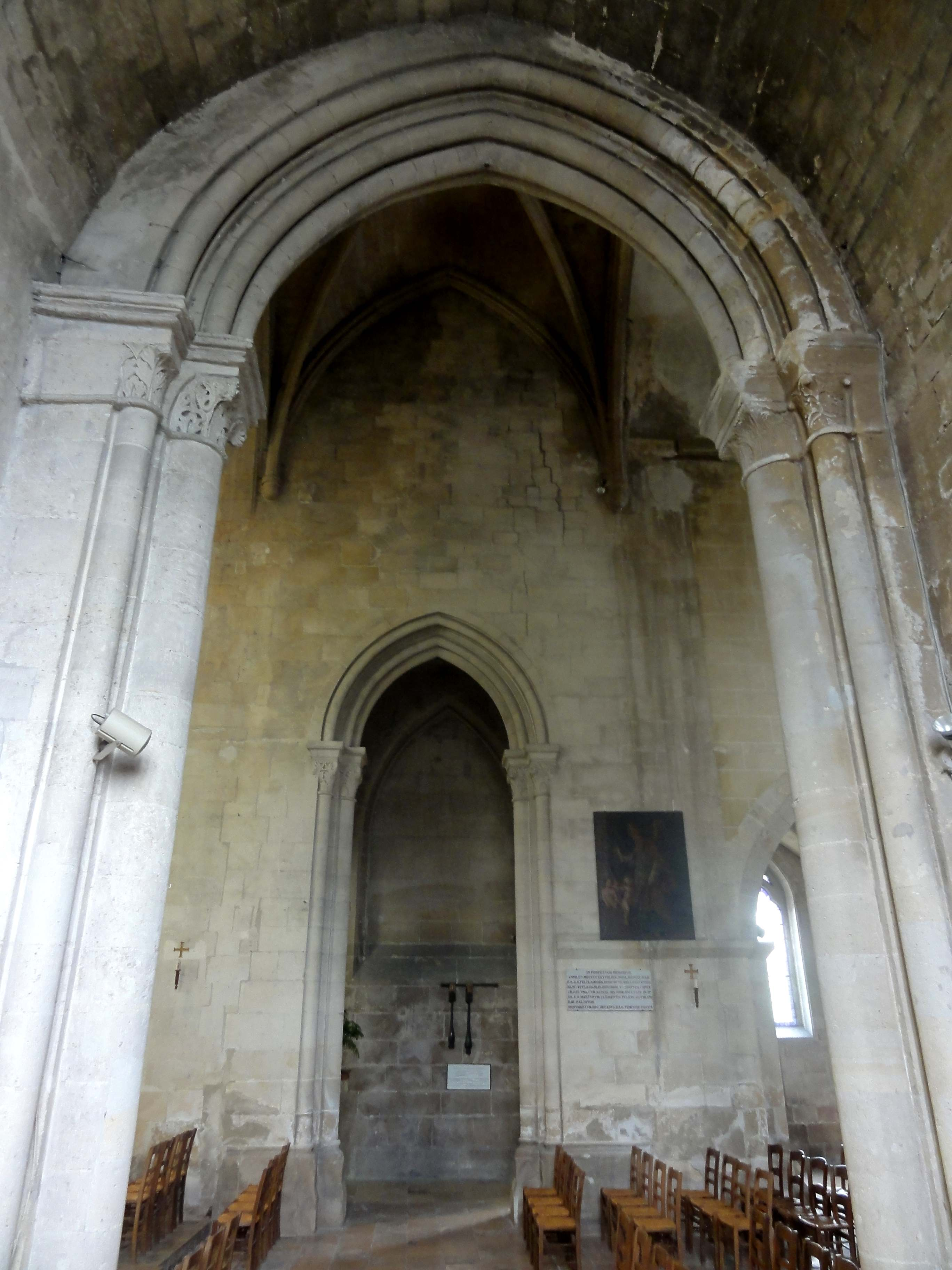
Croisillon nord, vue vers le sud sur la base du clocher.

Conformément à une tradition romane, qui s'observe aussi à Morienval, les bras du transept sont moins élevés que le vaisseau central, et la croisée du transept n'est donc pas bien marqué, d'autant plus que ses doubleaux ne retombent pas sur des faisceaux de colonnettes. Le doubleau oriental, en arc brisé et non mouluré, retombe sur un pilastre à faible profil du côté nord ; sinon, ils les doubleaux sont dépourvus de supports. Le doubleau occidental est vraisemblablement lié à la fausse voûte en berceau de la nef, et on visible. La voûte flamboyant est en outre muni de doubleaux et formerets. Comme déjà signalé, la croisée était jadis éclairée par une fenêtre au remplage Renaissance située au-dessus de l'arcade ouvrant sur le croisillon nord. L'appareil au-dessus de l'arcade conserve les traces d'une arcade en tiers-point très aigüe, pour laquelle il n'y a pas d'explication. L'arcade actuelle, ainsi que l'arcade nettement plus étroite vers le croisillon sud, est à double rouleau et moulurée de cinq tores dégagés, qui retombent sur des faisceaux de trois colonnettes. La colonnette médiane est légèrement proéminente, et plus épaisse que les deux autres. Les corbeilles des chapiteaux sont notamment sculptées de feuilles d'eau ou de palmettes de feuilles d'acanthe. Les arcades vers les bas-côtés répondent aux mêmes principes, mais leurs dimensions sont bien moindres, et sous le clocher, l'arcade s'inscrit dans une arcade beaucoup plus épaisse, qui évoque une courte voûte en berceau. Cette disposition résulte d'un remaniement par Aymar Verdier, en 1852. Les arcades vers les collatéraux sont toutes les deux différentes. Celle du croisillon sud est assez large et très aigüe. Elle n'a pas de supports, mais est entourée d'un mince tore, qui est muni de petits chapiteaux ronds au niveau des impostes, comme sur les réseaux des fenêtres de l'époque rayonnante. L'arcade orientale du croisillon nord est entourée de moulures, et en regardant depuis l'est, l'on s'en aperçoit qu'elle remplace une ancienne arcade plus large et plus élevée. Le rétrécissement de l'arcade remonte également à 1852. — Seul le croisillon nord conserve une fenêtre, qui présente un remplage flamboyant sur la base de trois lancettes, surmontées de soufflets et mouchettes simplifiées. Au sud, une fenêtre semblable a été murée. Le manque d'éclairage par la lumière naturelle est nuisible à l'esthétique du transept,.

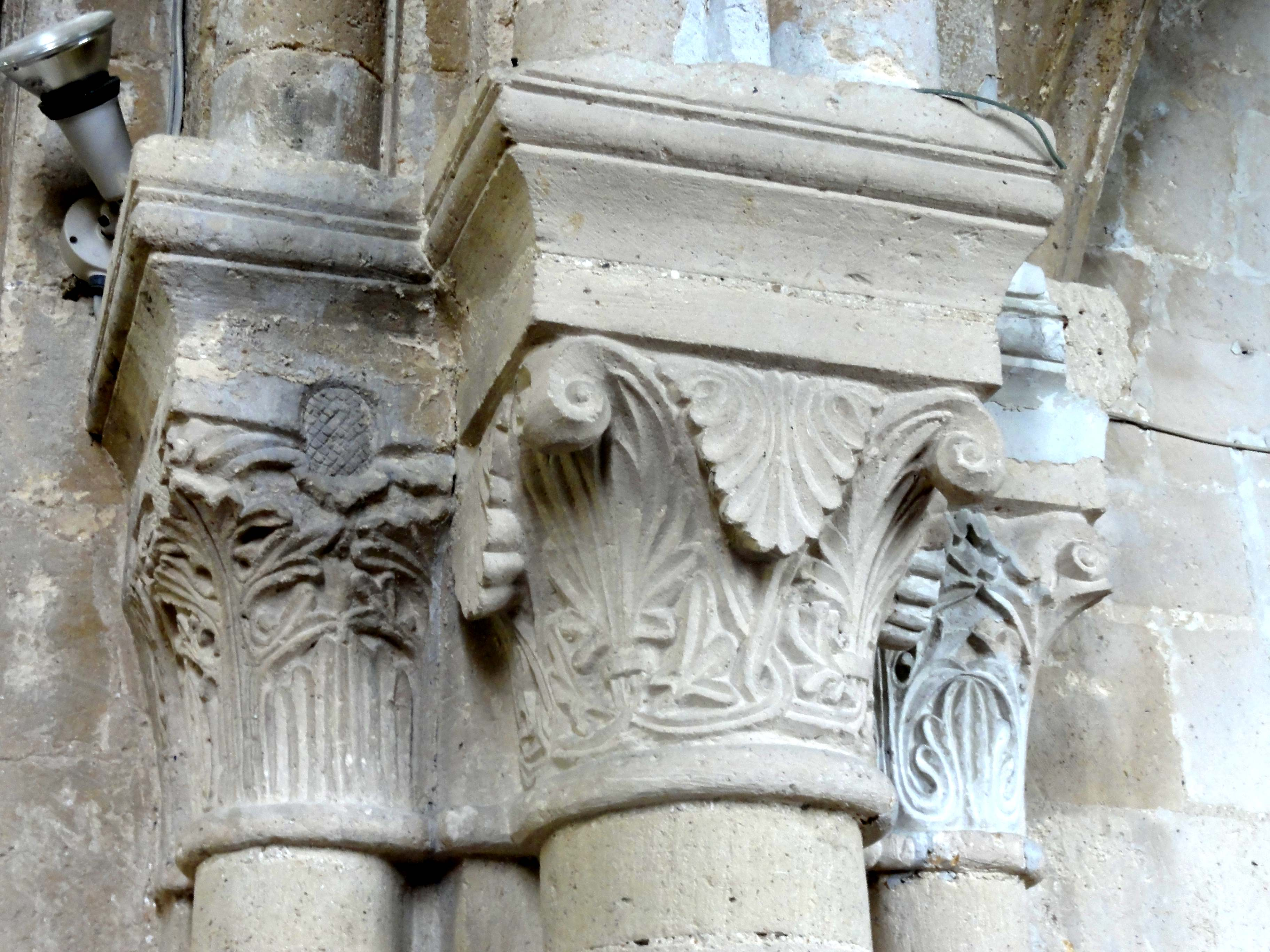
Chapiteaux à feuilles d'acanthe.
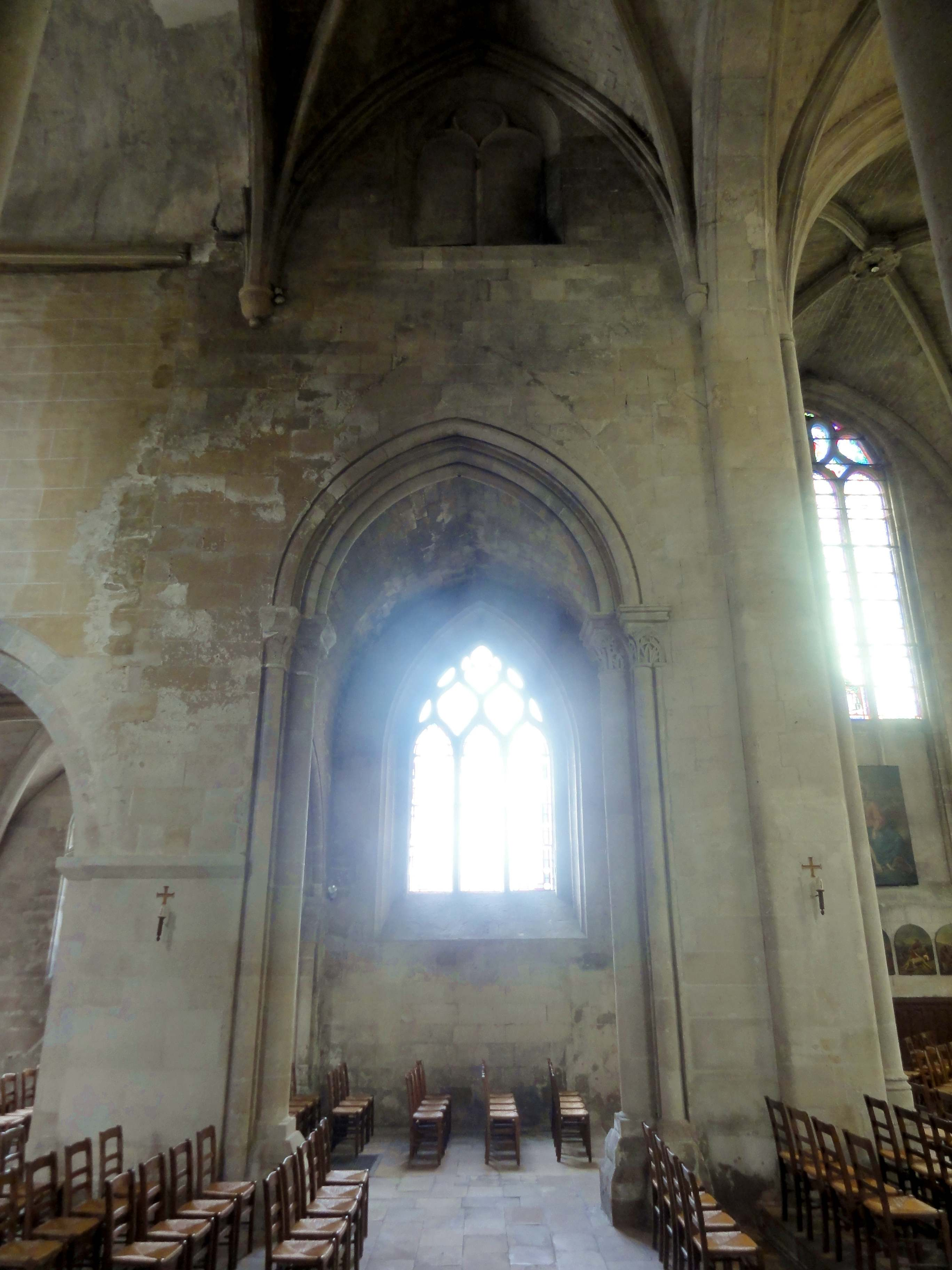
Croisée, vue vers le nord.
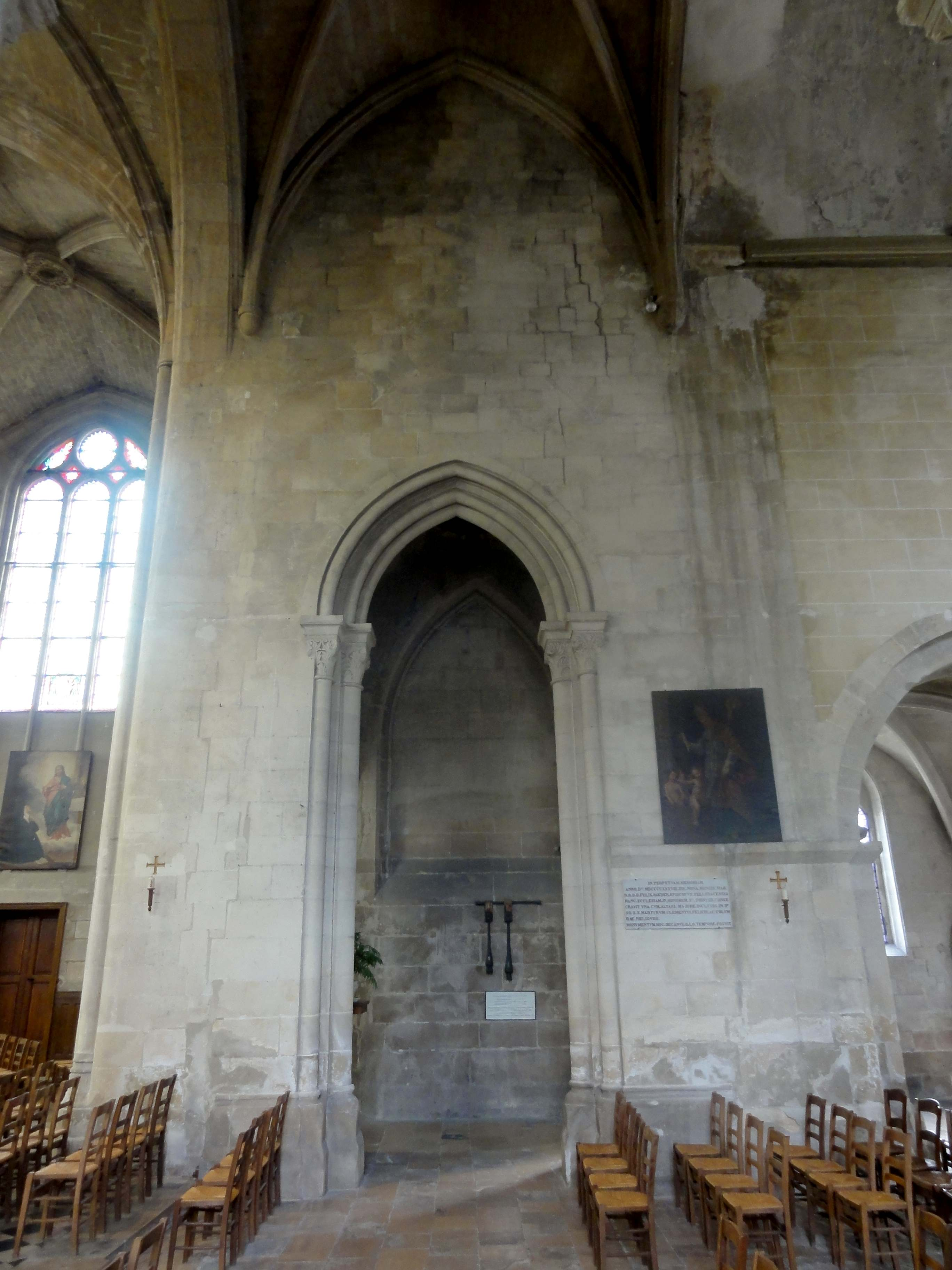
Croisée, vue vers le sud.
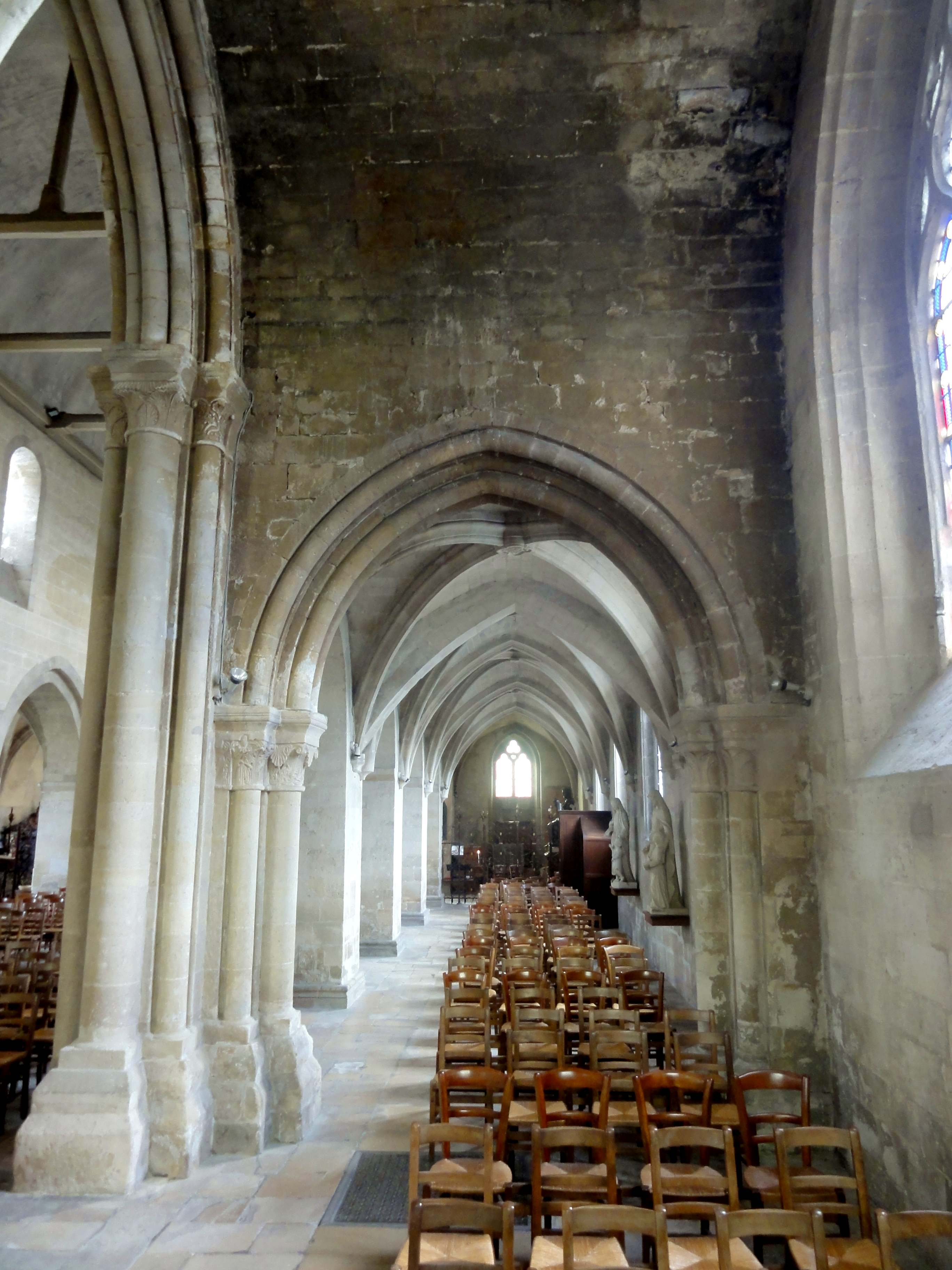
Croisillon nord, vue vers l'ouest.
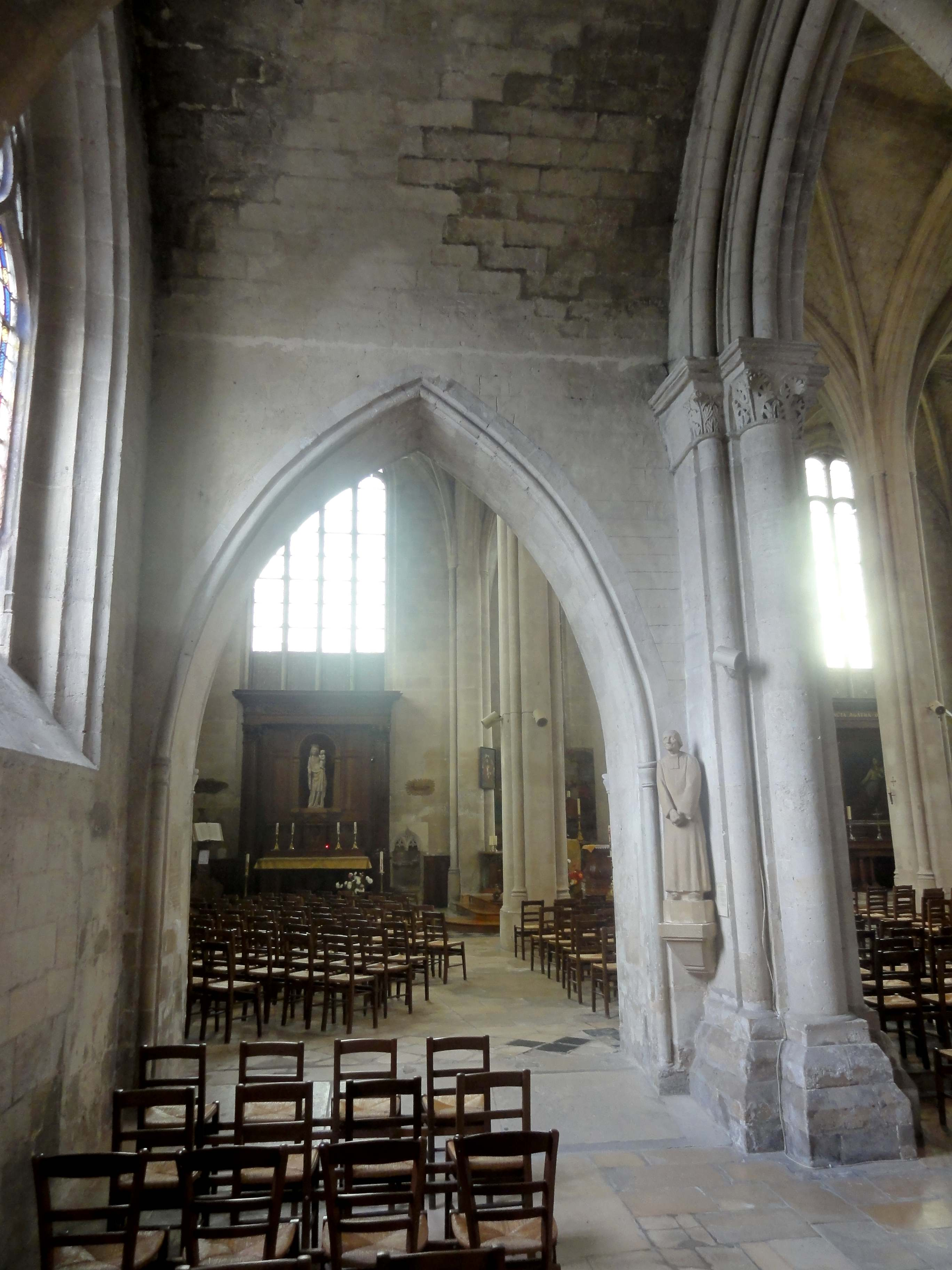
Croisillon nord, vue vers l'est.
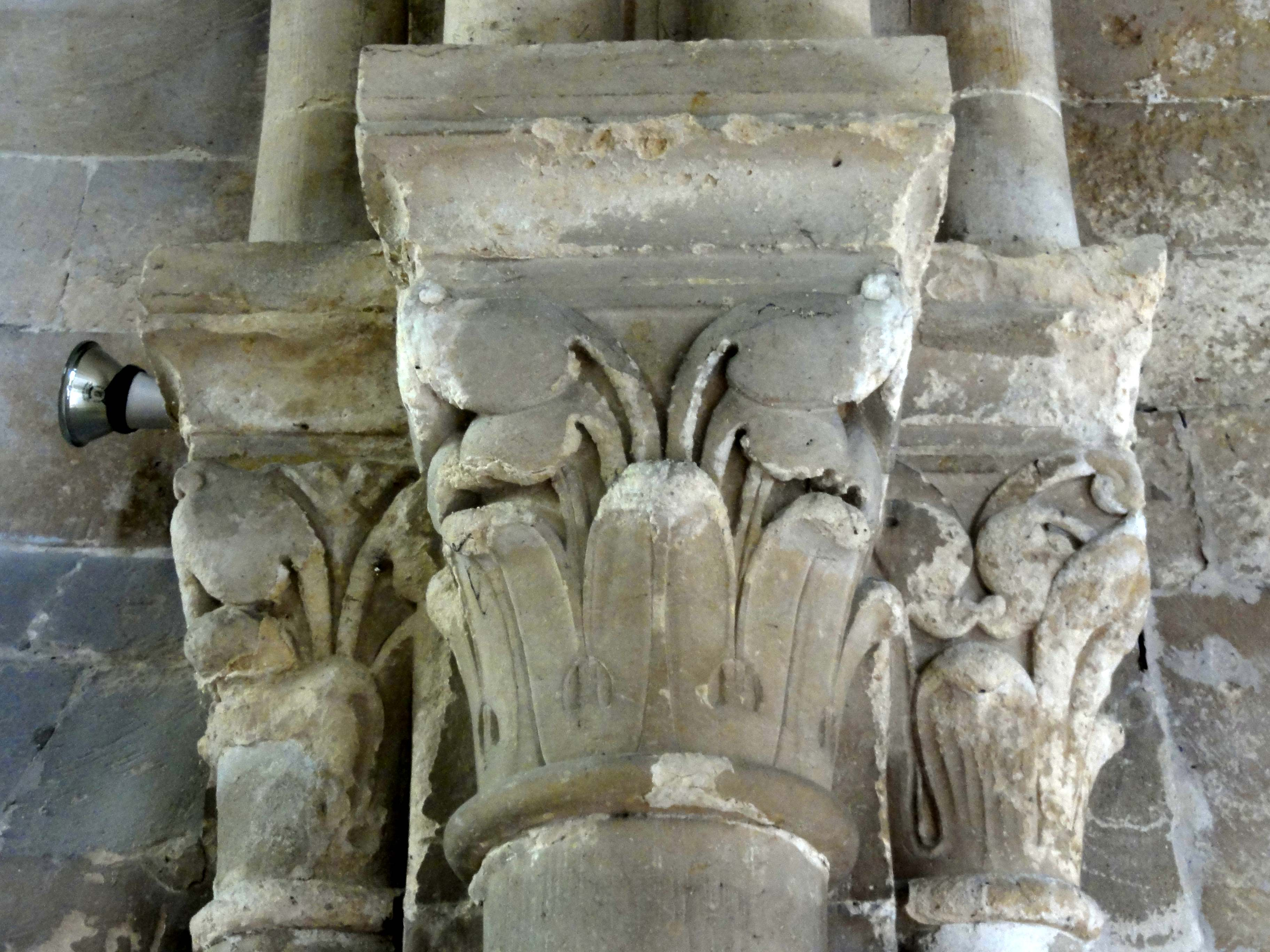
Chapiteaux à feuilles d'eau.

#### Parties orientales

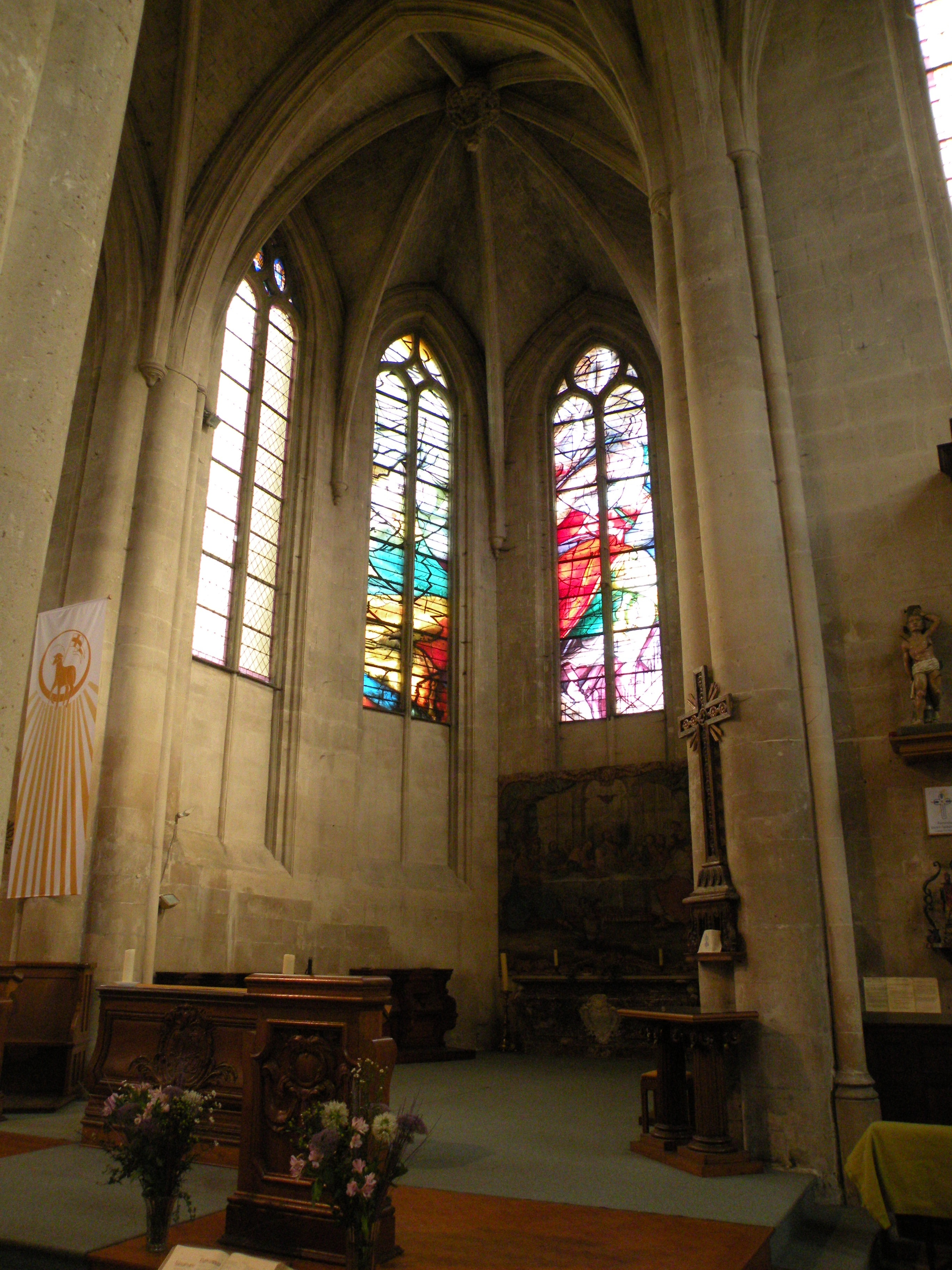
Vue vers l'abside.

Les parties orientales mesurent 13,20 m de largeur et 20,25 m de profondeur, sans compter l'abside, qui a une largeur de 7 m, et une profondeur de 5,80 m. L'ampleur des volumes est impressionnant, et cette partie de l'église séduit par son caractère élancé, avec des voûtes cumulant à 13,50 m de hauteur, qui retombent sur deux piliers libres assez minces de 95 cm d'épaisseur, comme à Fresnoy-la-Rivière, Orrouy et Roberval. L'importance des surfaces vitrées reste considérable, mais le tiers inférieur de toutes les fenêtres est malheureusement bouché. Dominique Vermand écrit que « si l'ampleur des volumes surprend agréablement, l'ensemble pâti cependant d'une certaine sécheresse à laquelle les restaurations du XIXe siècle ne sont certainement pas étrangères ». Si l'on étudie les détails, l'architecture ne paraît toutefois pas toujours de bon goût, et d'une qualité inférieure aux édifices flamboyants antérieurs au milieu du XVIe siècle, tels que Clermont, Pont-Sainte-Maxence et Saint-Antoine de Compiègne. En effet, l'heure est déjà à la Renaissance, ce qui se traduit notamment par les oves qui décorent les grands culs-de-lampe qui reçoivent les doubleaux perpendiculaires au droit des murs nord et sud. Les maîtres-maçons ne maîtrisent plus tous les codes de l'architecture flamboyante. L'un de ses principes sont les nervures qui se fondent, de façon organique, directement dans les piliers. En l'occurrence, un changement de diamètre des supports intervient en haut des piliers, souligné par quelques moulures, ce qui rompt la fluidité des lignes. L'architecture flamboyante a mis en œuvre les piliers prismatiques et les piliers ondulés, qui se substituent aux piliers fasciculés employés entre le XIIe et le XIVe siècle, et répondent à la logique des nervures pénétrantes. Ici, le maître d'œuvre a opté pour une curieuse combinaison de piliers ondulés et piliers fasciculés pour les supports du vaisseau central. Les piliers ont un noyau tréflé, avec quatre faces en hémicycle, comme au chœur-halle de Jaux. Ils supportent directement les doubleaux. Pour les ogives, des petits fûts cylindriques sont engagés dans les angles. L'on trouve également des fûts cylindriques dans les quatre extrémités de l'ensemble, tandis que les ogives sont reçues sur de petits culs-de-lampe entre les cinq baies de l'abside. Celle-ci est donc d'une étonnante simplicité. Malgré l'époque de construction tardive, les ogives affectent un profil prismatique aigu, et les clés de voûte sont des découpages flamboyants, agrémentées d'un petit pendentif. De même, toutes les fenêtres sont en arc brisé. Elles sont à trois lancettes au nord et au sud, ou elles mesurent 2,65 m de largeur ; à quatre lancettes au chevet des collatéraux ; et à deux lancettes à l'abside. Les lancettes sont peu aigües, mais seulement celles du chevet du collatéral nord et collatéral sud sont en plein cintre. Elles sont surmontées d'oculi ou de soufflets simplifiés. Ces réseaux sont l'expression d'un style flamboyant assagi, et annoncent la Renaissance,.

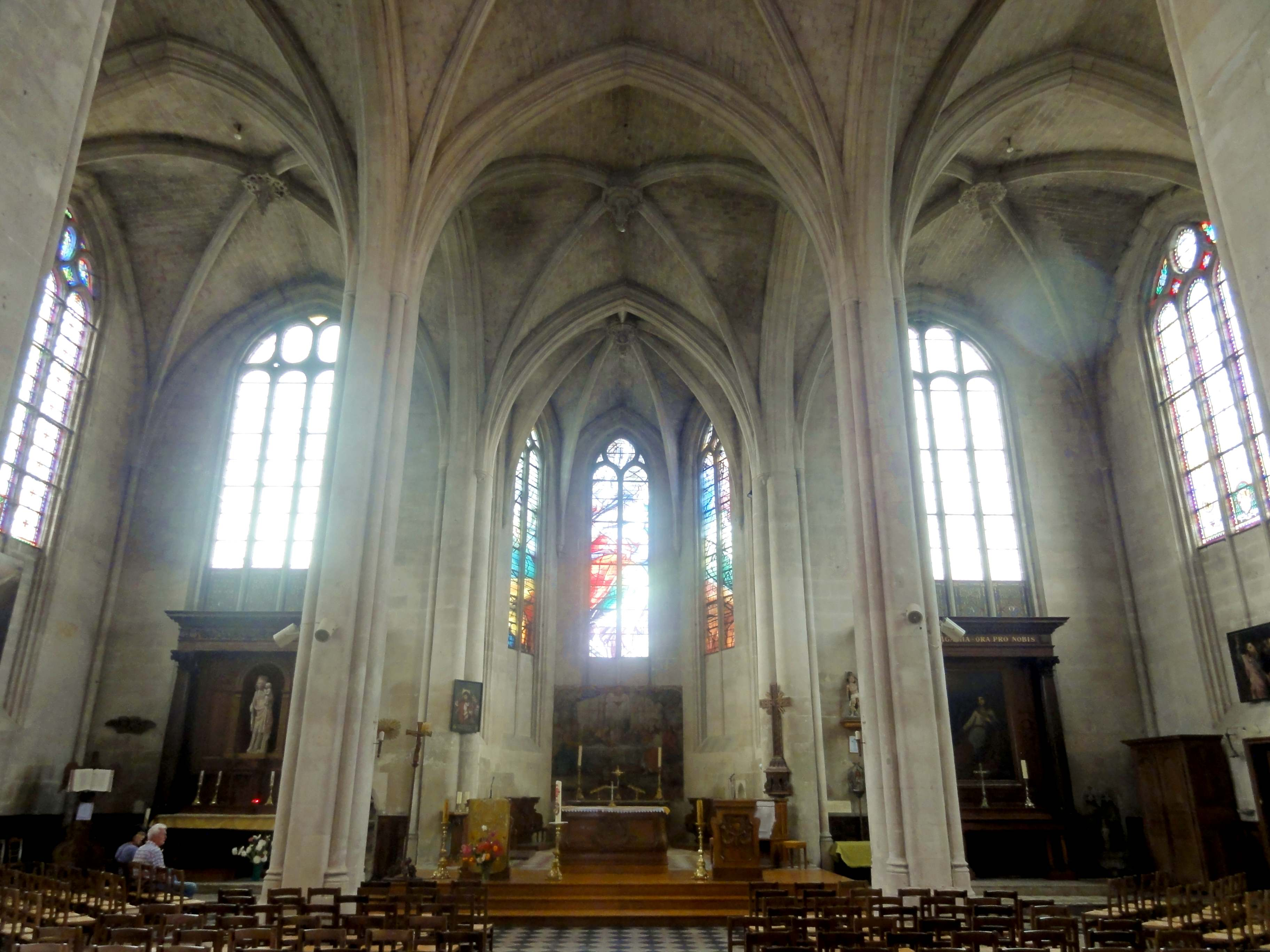
Vue générale en direction de l'est.
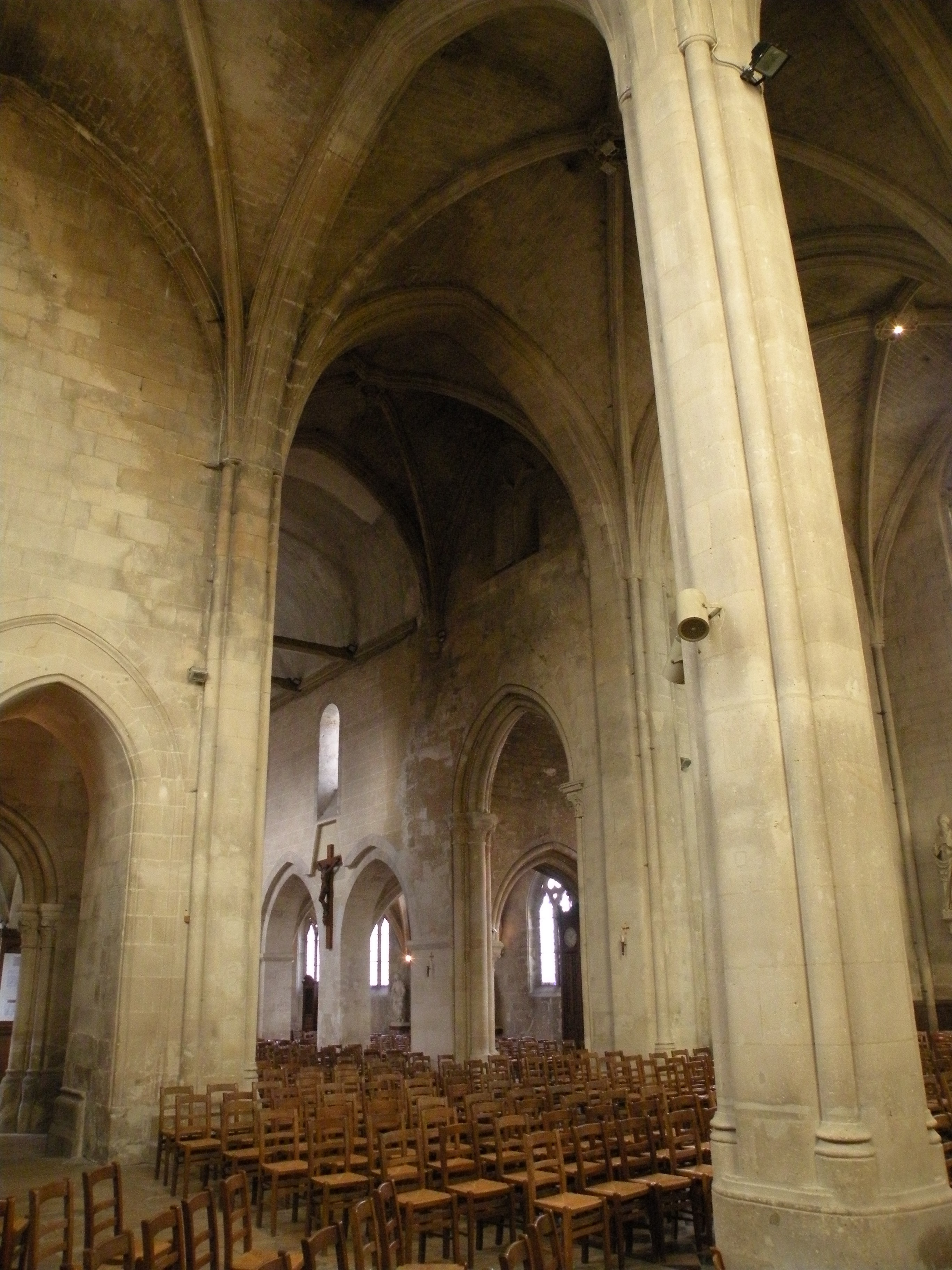
Collatéral sud, 1re travée, vue vers le nord-ouest.
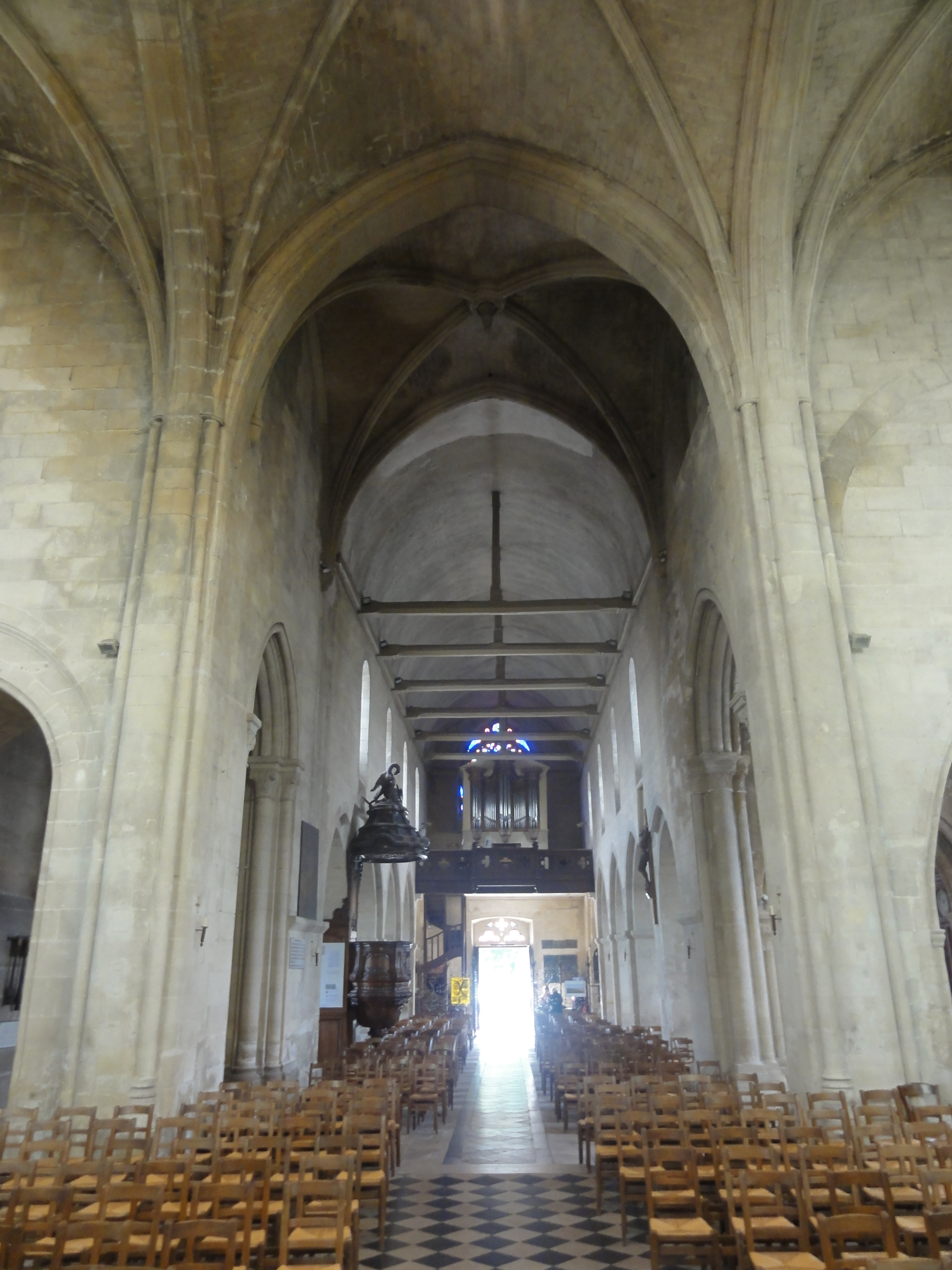
Vaisseau central, vue vers l'ouest.
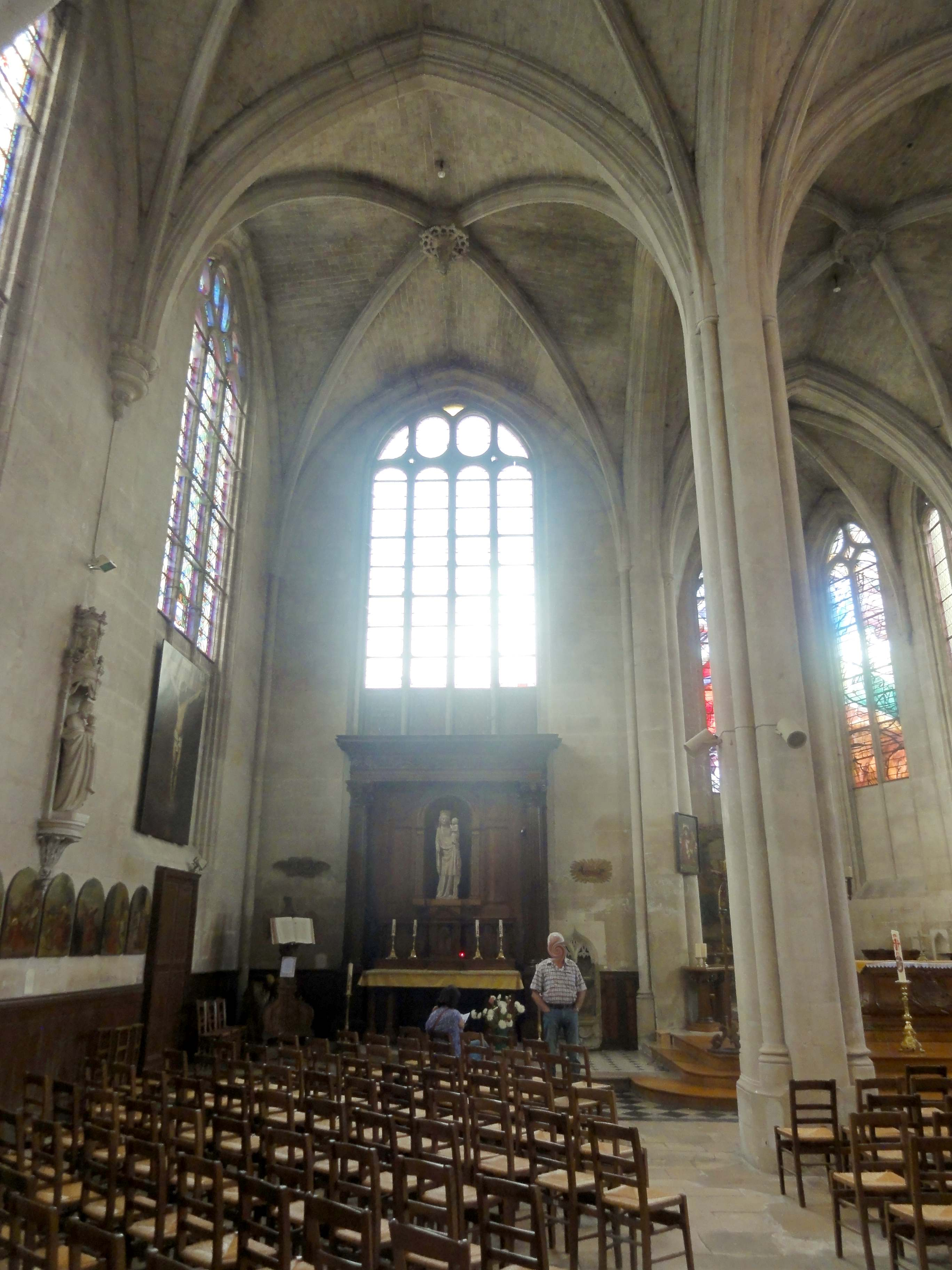
Collatéral nord, 1re travée, vue vers l'est.
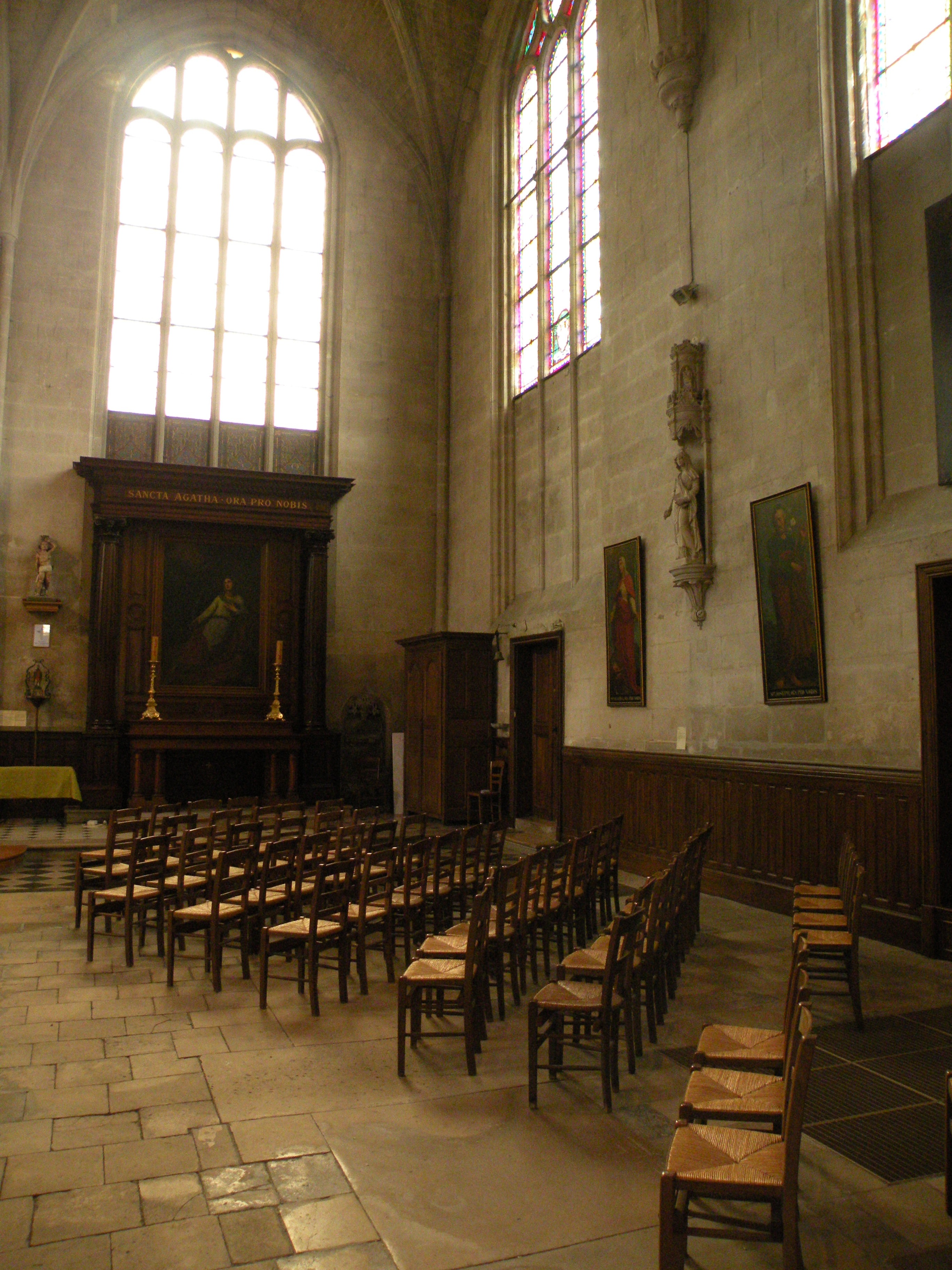
Collatéral sud, vue vers le sud-est.
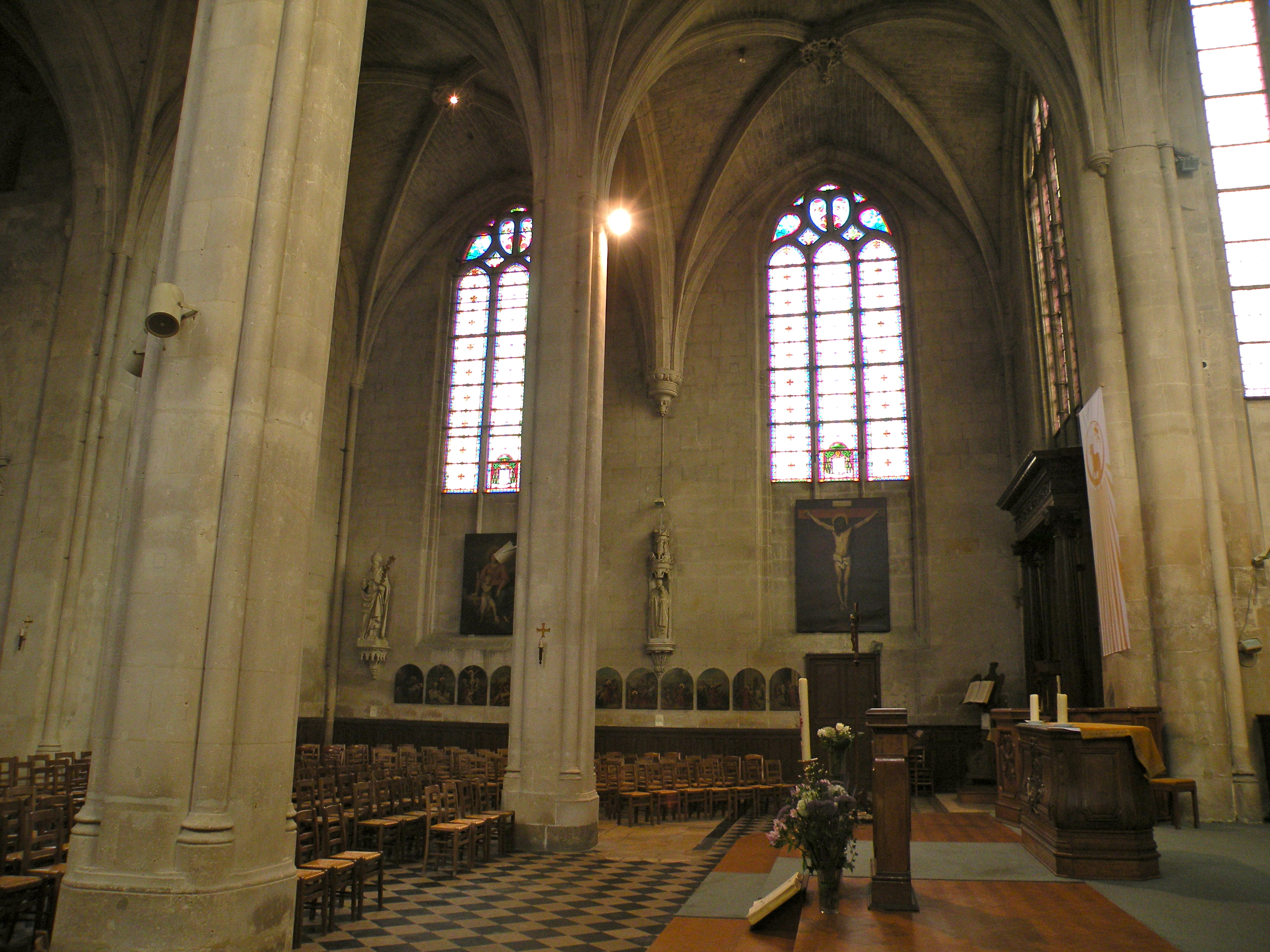
Collatéral sud, 2e travée, vue vers le nord.

### Extérieur

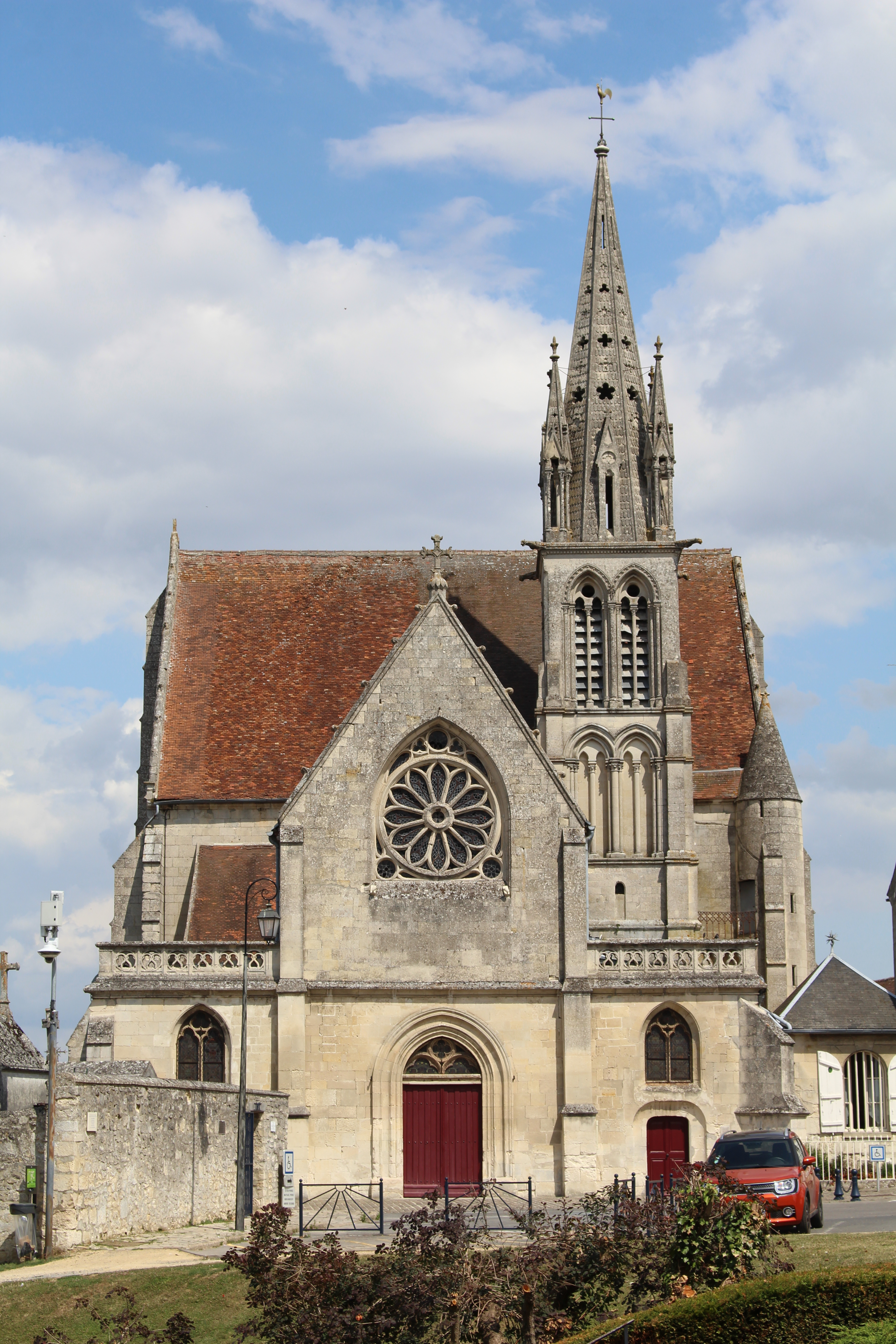
Façade occidentale.

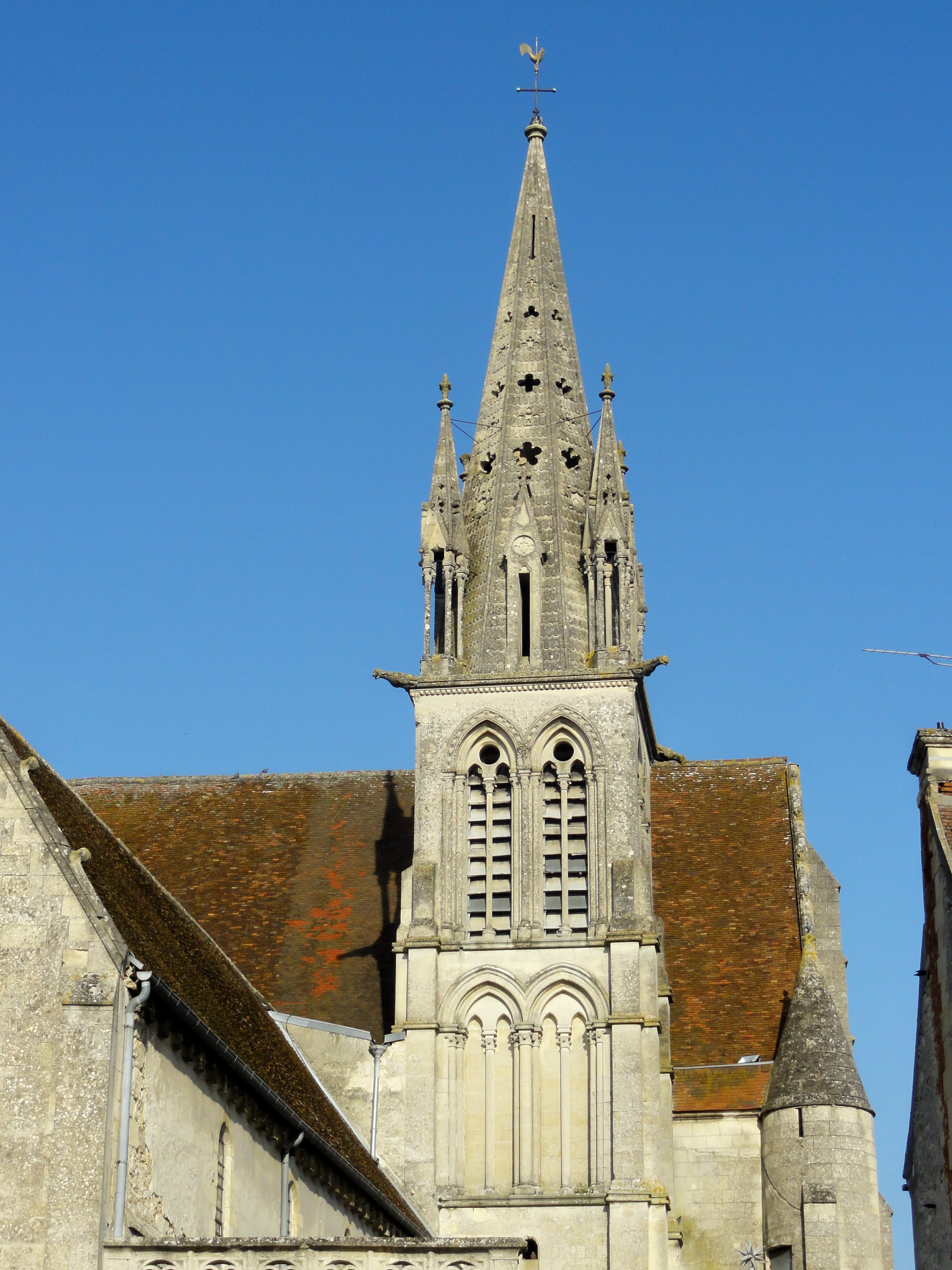
Clocher, vue depuis l'ouest.

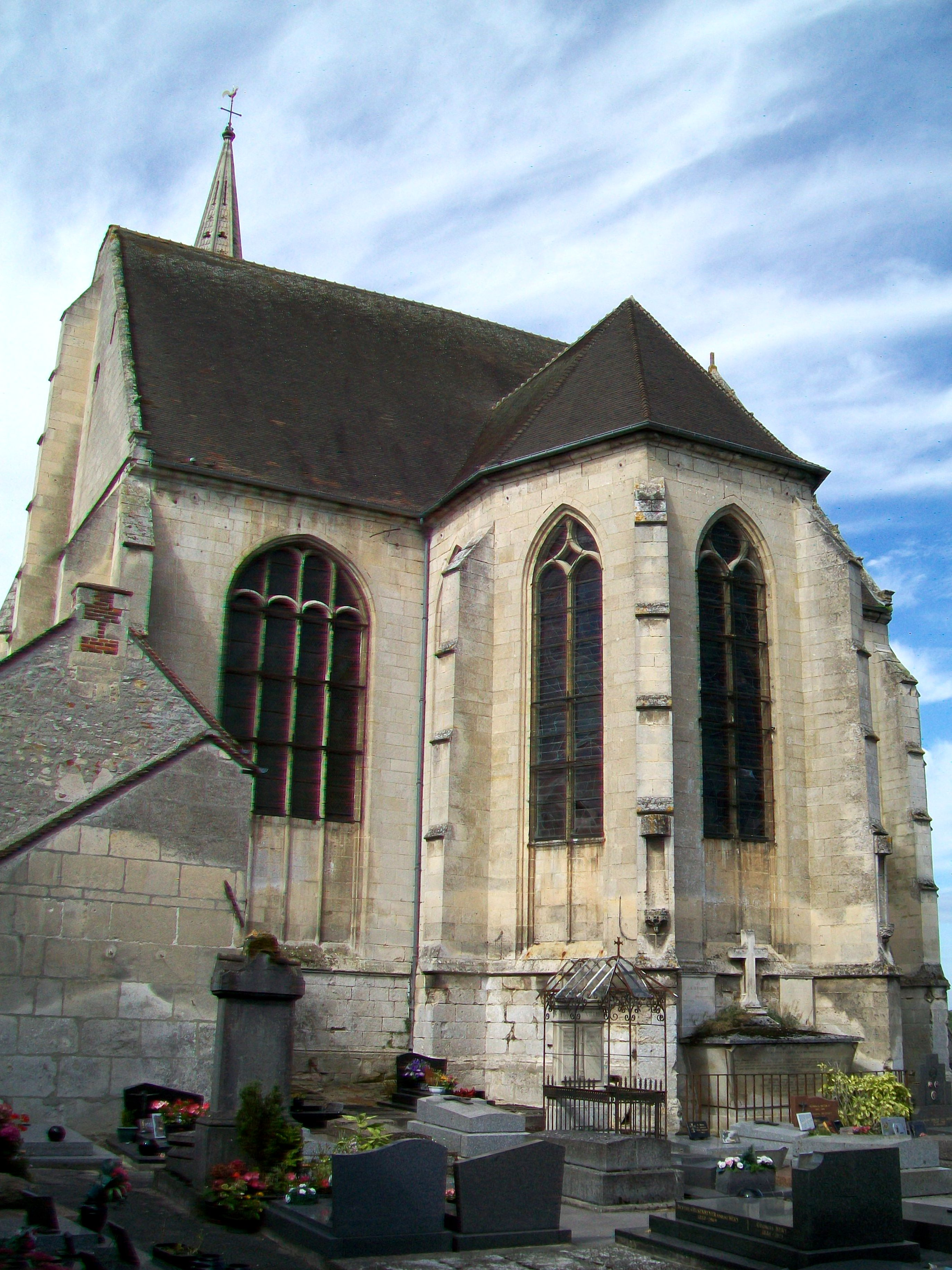
Chevet, vue depuis le sud-est.

La façade occidentale date entièrement de 1844, et se compose de trois parties bien distinctes, séparées par les contreforts presque plats de la nef : la partie centrale, dominée par un pignon, correspond à la nef, et les parties latérales, de faible hauteur, correspondent aux bas-côtés. Deux contreforts orthogonaux flanquent l'angle sud-ouest de l'église, alors que l'on ne trouve qu'un contrefort oblique à l'angle sud-ouest. À cette différence près, les façades des bas-côtés sont identiques : une porte en anse de panier est surmontée d'une fenêtre en arc brisé, identique aux fenêtres latérales des bas-côtés. Un larmier court en haut des murs, et le couronnement est formé par une balustrade à jour à six segments, dont chacun présente un cercle dans lequel s'inscrivent deux soufflets, deux écoinçons restant vides. Les contreforts de la nef se retraitent deux fois par un court glacis formant larmier, et s'amortissent par un court glacis. Le second glacis se situe au même niveau que les larmiers des bas-côtés, et toujours au même niveau, le mur occidental de la nef est scandé par un larmier analogue. En dessous, s'ouvre le portail principal, qui est entouré de plusieurs moulures prismatiques, et possède un tympan ajouré, avec un remplage recopié sur les fenêtres des bas-côtés. Au-dessus, une vaste fenêtre éclaire la nef. Son remplage est pour l'essentiel formé par une rosace à douze festons. Les rampants du pignon sont garnis de quelques crochets épars, et une croix en antéfixe trône au sommet. Légèrement plus jeune, le clocher se compose de sa base ancienne, et renforcée préalablement à la construction des étages supérieurs en 1852 ; d'un étage intermédiaire subsistant également du XIIe siècle, et éclairé à l'ouest par une fenêtre semblable à celles de la nef ; d'un haut étage de baies factices ; de l'étage de beffroi largement analogue au précédent, mais avec des baies ouvertes ; et d'une haute flèche de pierre, qui est cantonnée de quatre clochetons. C'est, certainement, l'un des chefs-d'œuvre de l'architecture néo-gothique dans la région, qui n'est toutefois pas tout à fait une création originale, mais puise son inspiration dans le clocher de l'église Saint-Denis de Mogneville (au nord de Creil), qui est quant à lui une œuvre du XIIIe siècle fortement influencée par le clocher sud de la cathédrale Notre-Dame de Senlis. Cependant, le clocher de Mogneville possède un étage en moins, celui des baies factices. Cet étage se présente comme suit.
Deux contreforts plats orthogonaux épaulent chaque angle. Des bandeaux moulurés marquent la limite avec l'étage intermédiaire, en dessous, et l'étage de beffroi, en haut. Un autre bandeau court autour au niveau des impostes des baies factices, et sert en même temps de tailloirs aux chapiteaux des colonnettes qui flanquent les baies. L'on compte deux baies gémelées en arc brisé par face, séparées d'un trumeau qui disparaît entièrement derrière une colonnette plus forte que les deux colonnettes d'extrémité. Par trois colonnettes à chapiteaux supplémentaires, qui supportent un tympan nu, chaque baie est réséquée en deux étroites arcatures. Les chapiteaux sont uniformément sculptés de crochets gothiques. Les doubles archivoltes sont moulurées d'un tore et d'une gorge, et surmontées d'un bandeau en forme de sourcil. En ce qui concerne l'étage de beffroi, il diffère en quelques détails. Les contreforts s'arrêtent à un quart de sa hauteur ; ensuite, les angles du clocher sont biseautés. Les archivoltes des baies sont plus aigües, ce qui a permis d'obtenir des tympans plus grands, et de les percer d'oculi ronds. Seulement l'archivolte inférieure est moulurée d'un tore. L'archivolte supérieure se présente sous la forme d'une frise de feuillages. Une corniche de têtes de clou termine l'étage. Une gargouille saillit à chaque angle. Commence ensuite la flèche sur plan octogonale, dont les arêtes sont garnies de tores, et dont les faces sont sculptés d'écailles en bas-relief, et ajourées d'ouvertures pentalobées sur trois niveaux, ainsi que d'ouvertures rectangulaires très étroites tout en haut. Des motifs en bas-relief se profilent à mi-chemin entre deux ouvertures. Les faces obliques de la flèche sont précédées des lanternons, qui sont très effilés, et se composent de quatre colonnettes à chapiteaux, qui supportent une petite flèche avec un gâble par face, et un fleuron comme couronnement. Les autres faces de la flèche sont munies de lucarnes, qui sont plus petites que les clochetons, et dépourvues de colonnettes à chapiteaux. La girouette se trouve à 37 m de hauteur au-dessus du niveau du sol.
Les élévations latérales de la nef et des bas-côtés sont sans caractère. Le parement extérieur des murs des bas-côtés est en pierre de taille, alors que les murs hauts de la nef sont constitués de moellons irréguliers noyés dans un mortier. De la période romane, la nef garde une corniche de modillons, dont seulement un petit nombre sont moulurés de trois tores. L'élévation du croisillon nord montre un volumineux contrefort à deux glacis, assez bas, à droite à côté du bas-côté, et un demi-pignon avec le rampant tourné vers l'ouest, ce qui ne fait pas du tout ressortir qu'il s'agit d'une partie du transept. En haut, la croisée du transept avec sa baie bouchée a été munie d'une toiture plate afin de laisser libre la vue sur le clocher. Un contrefort se profile au-dessus de celui du premier niveau. La ligne faîtière du toit de la nef dépasse à peine le mur gouttereau ouest des parties orientales, dont l'ampleur fait apparaître la nef toute petite. Les parties orientales se caractérisent par un bel appareil régulier en pierre de taille, et des contreforts à larmiers multiples, à raison de deux par angle, malgré la période de construction avancée ; d'un au milieu des murs-pignon ; et d'un par angle de l'abside. Un larmier court à la limite des allèges, et un autre à la naissance des pignons. Il n'y a pas de corniche. Les rampants des pignons sont garnis de quelques minuscules crochets épars. Des antéfixes, ne restent qu'un mognon du côté nord. Deux niches à statues agrémentent les deux contreforts encadrant la baie d'axe. Si leurs consoles sont soignés, les dais restent des blocs de pierre grossièrement épannelés. Sinon, le décor sculpté fait défaut.

## Mobilier

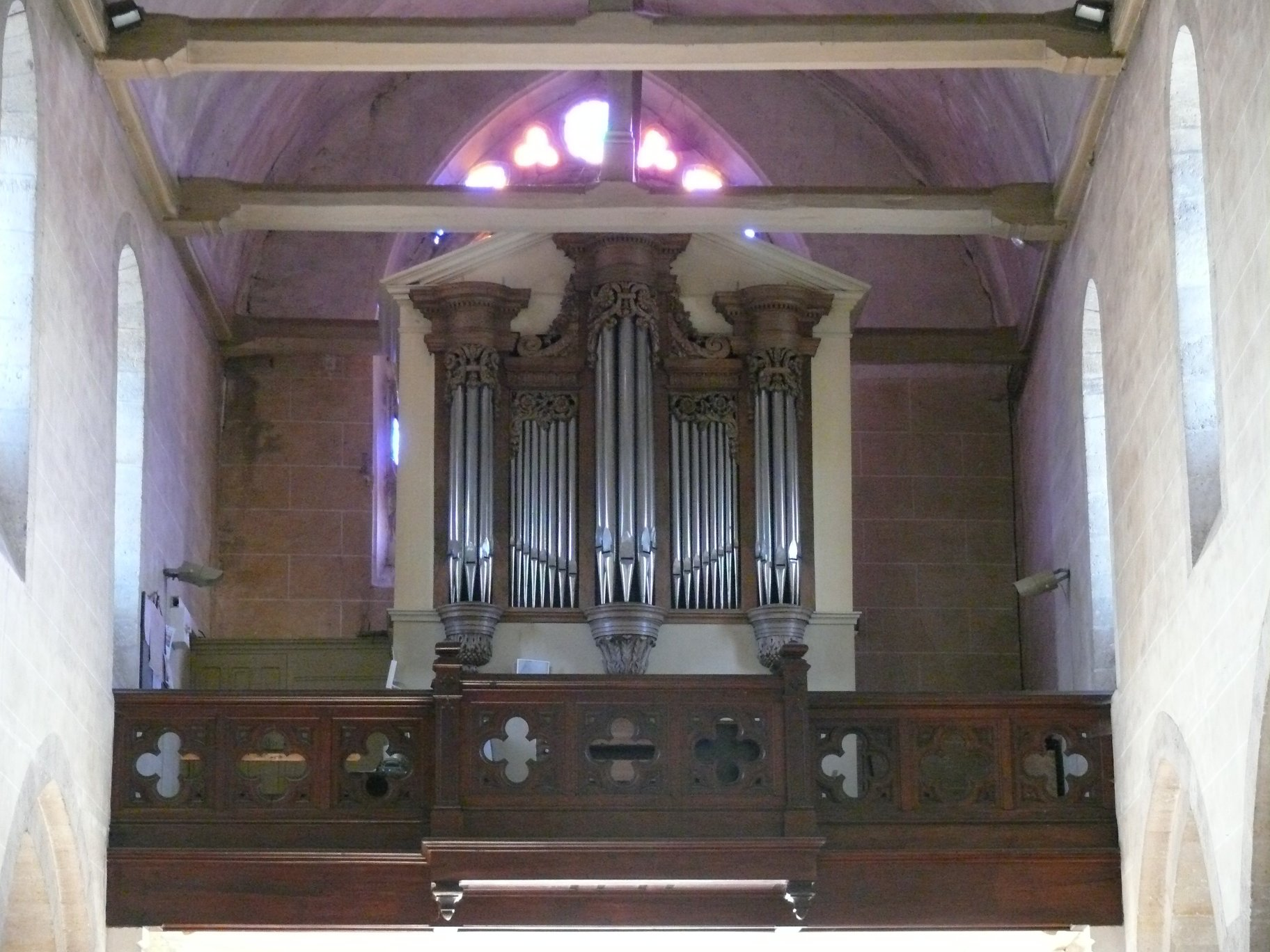
Orgue de tribune.

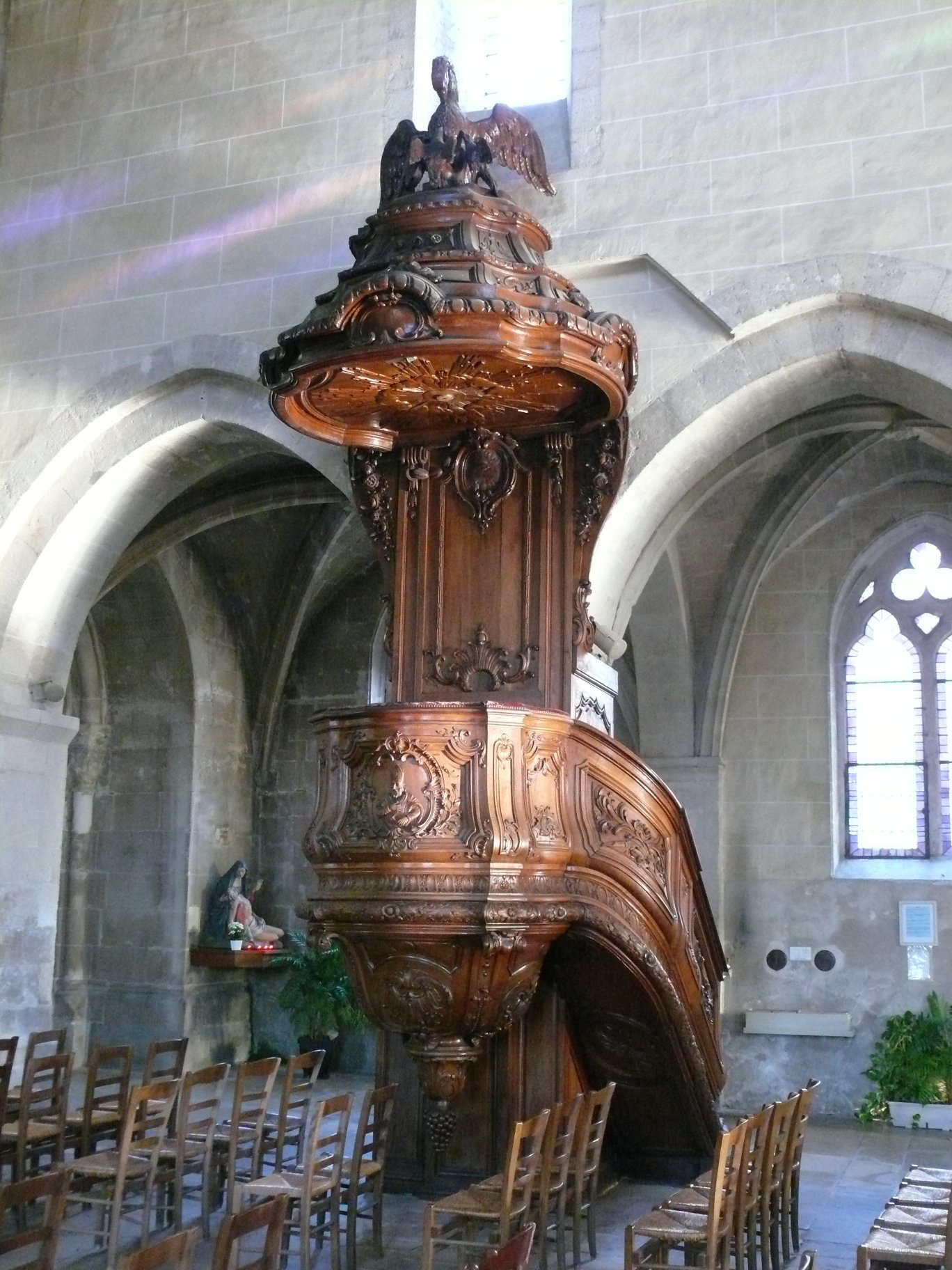
Chaire à prêcher.

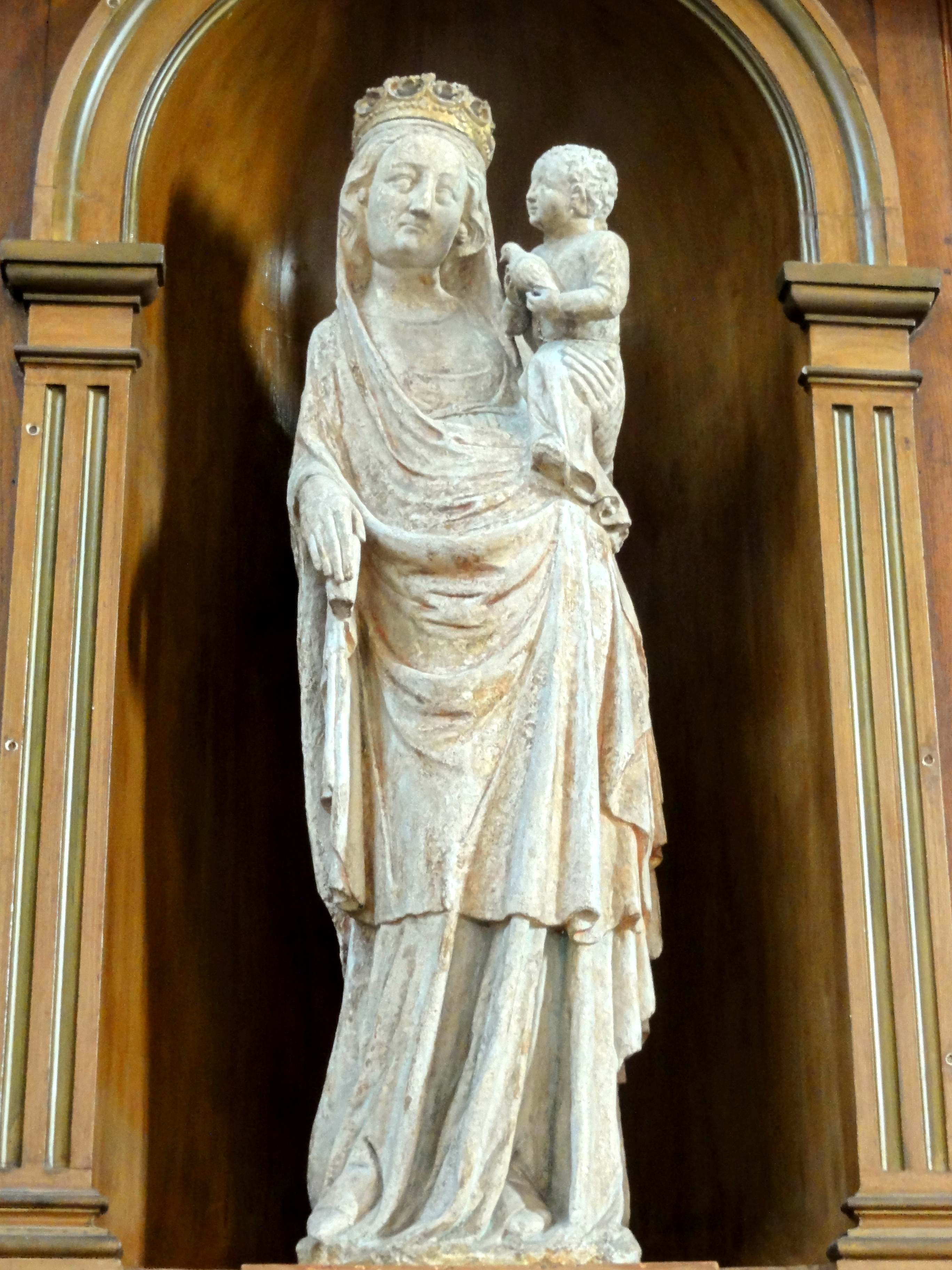
Vierge à l'Enfant.

Parmi le mobilier actuel de l'église, qui comporte notamment de nombreux tableaux, seulement la partie instrumentale de l'orgue de tribune et une petite statue de la Vierge à l'Enfant sont classées monument historique au titre objet. En outre, deux statues classées provenant de l'église Saint-Denis sont déposées au musée de l'Archerie et du Valois, où l'une des deux est exposée. Quatre autres œuvres de sculpture religieuse provenant de l'église sont également visibles au musée.
- L'orgue de tribune a été confectionné en 1839 par la manufacture Daublaine & Callinet à Paris, et financé grâce à une souscription. L'instrument comporte treize jeux, avec un clavier de grand orgue, un clavier de récit et un pédalier ajouté ultérieurement. Le cornet de récit a été remplacé par un cor anglais à une date inconnue. Rien ne restait après la Révolution du premier orgue de 1544. En 1803, l'orgue provenant de la collégiale Saint-Thomas fut transféré de la chapelle Saint-Michel, où il se trouvait depuis 1799, dans l'église Saint-Denis. Son buffet de la seconde moitié du XVIIIe siècle a en partie été récupéré pour le nouvel orgue, de même que la tribune. Celle-ci a été remplacée par une nouvelle construction en 1928, et les colonnes corinthiennes de l'ancienne tribune ont été utilisées pour faire les retables de la Vierge et de Sainte-Agathe dans les croisillons du transept. Un premier relevage a été effectué en 1935 par la maison Jacquot, et un second en 1965 par Acker. Le classement aux monuments historiques de la partie instrumentale remonte à 1984. À la suite, l'instrument a été restauré par Michel Garnier en 1986[24],[25].
- La chaire à prêcher est le principal élément du mobilier ayant survécu à la Révolution. Elle a été confectionnée au XVIIIe siècle par Randon, sculpteur des Bâtiments du Roi sous Louis XV, et se distingue par l'exubérance de son décor sculpté, qui se situe entre un style baroque fleuri, comme le montrent les chutes de fleurs qui accompagnent le dosseret et la frise d'oves qui court autour de l'abat-voix, et le style rococo, qui se manifeste par exemple sur le panneau central du dosseret et les panneaux de la cuve. L'abat-voix est couronné par la sculpture en ronde-bosse du pélican mystique qui nourrit ses petits de sa propre chaire et de son propre sang, métaphore de la charité du Christ. Sur le dessous de l'abat-voix, la Sainte-Trinité est symbolisé par une gloire, à savoir triangle entouré de nuées et de rayons de lumière. Sur la face frontale de la cuve, se dégage une représentation de saint Denis en buste, sculpté en demi-relief. La cuve repose sur un cul-de-lampe suspendu, qui se termine par une grappe de raisin, symbole de la parole de l'Évangile[25].
- La statue en pierre polychrome de la Vierge à l'Enfant, placée dans la niche du retable de la Vierge au croisillon nord, est un moulage de la statue du second quart du XIVe siècle, qui était installée sur la façade d'une maison de Crépy. L'original est classée depuis 1908. Le retable, ainsi que celui du croisillon sud dédié à Sainte-Agathe, a été confectionné en 1928 avec les colonnes corinthiennes cannelées de l'ancienne tribune d'orgue provenant de la collégiale Saint-Thomas[26],[25]. Les autres statues de l'église sont sulpiciennes. L'on peut toutefois signaler un bâton de procession avec une statuette de saint Denis.
- Au musée de l'Archerie et du Valois, on peut admirer le groupe sculpté en bois de l'Éducation de la Vierge par sainte Anne, qui date du XVIe siècle et est classé depuis 1966[27]. On y voit également deux statues en bois de saint Pierre et saint Paul, qui datent du XVIe siècle et ne sont pas classées ; la statue en bois d'un ange du début du XVIIe siècle, inscrite[28] ; ainsi qu'un reposoir en bois doré, qui représente deux anges adorateurs tenant une couronne, également inscrit[29]. En revanche, la statue en bois d'un saint évêque, qui date du XVIe siècle et est classée depuis 1966, n'est pas exposée au musée[30].
- Le mobilier liturgique actuel du chœur a été confectionné en 1965 à partir des éléments du banc d'œuvre contemporain de la chaire, sans fonction réelle depuis la suppression des conseils de fabrique avec la loi de 1905. Ainsi, le maître-autel et l'ambon affichent le style baroque. La crédence comporte deux colonnettes corinthiennes raccourcies. Quelques stalles restent en place ; les autres ont été déposées au musée de l'Archerie et du Valois. Au fond, l'ancien maître-autel en marbre de couleur et le tableau de retable représentant la Cène datent du XVIIIe siècle[25].
- Plusieurs tableaux peints à l'huile sur toile, en grand format, représentent les sujets suivants : le Christ en croix ; la Vierge à l'Enfant combattant le démon ; sainte Agathe avec la palme du martyre ; saint Joseph ; l'Assomption de Marie, accueillie par son fils ; Jésus prêchant sur les marches du Temple ; l'apparition du Sacré-Cœur de Jésus à sœur Marguerite-Marie Alacoque à Paray-le-Monial en 1675 ; et Jésus et les docteurs ou l'illustration de sa parole « Rendez à César ce qui est à César et à Dieu ce qui est à Dieu » (Lc 20,25 ; Mc 12,17)[25], copie d'après Rubens.

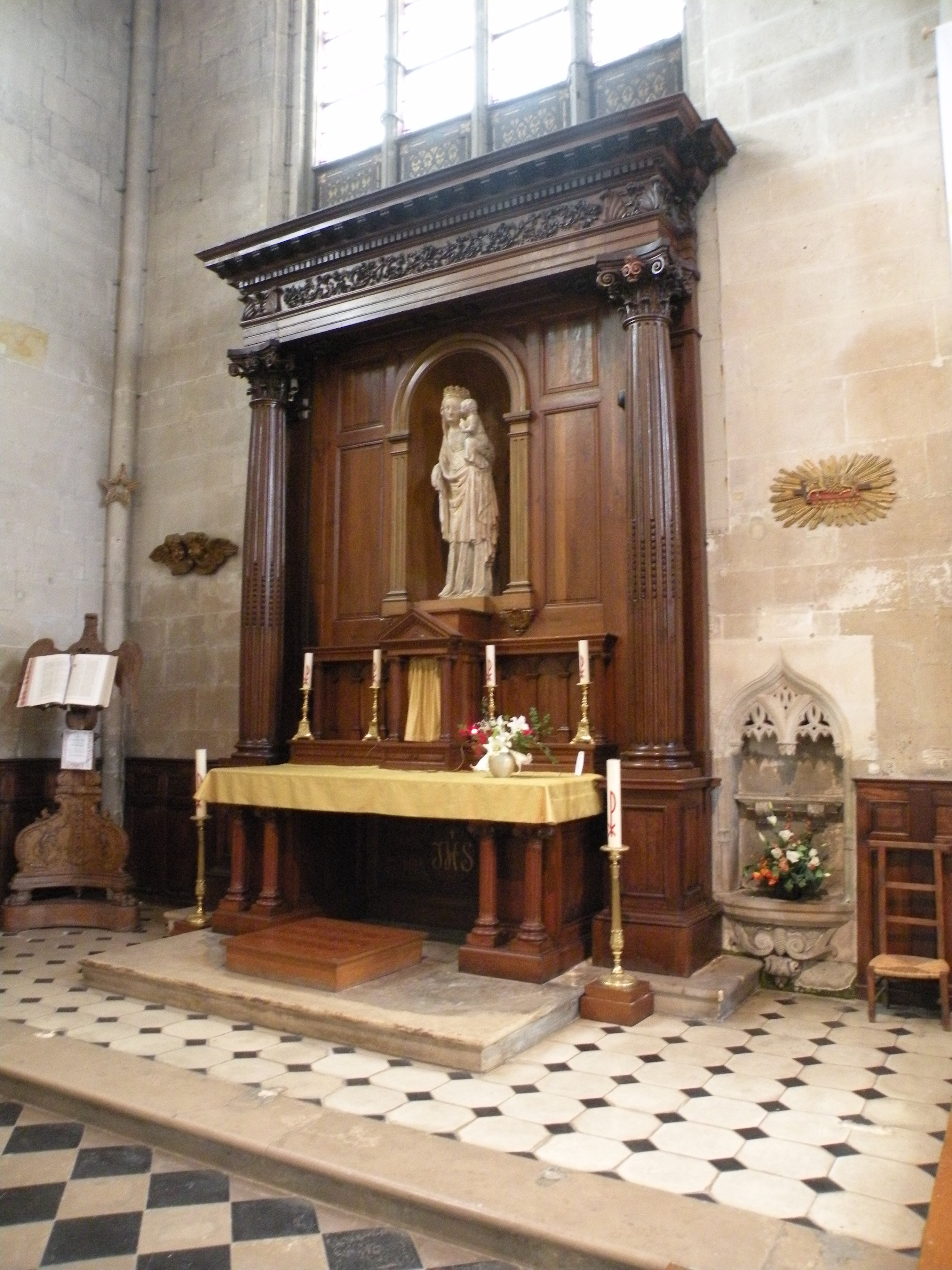
Autel de la Vierge.
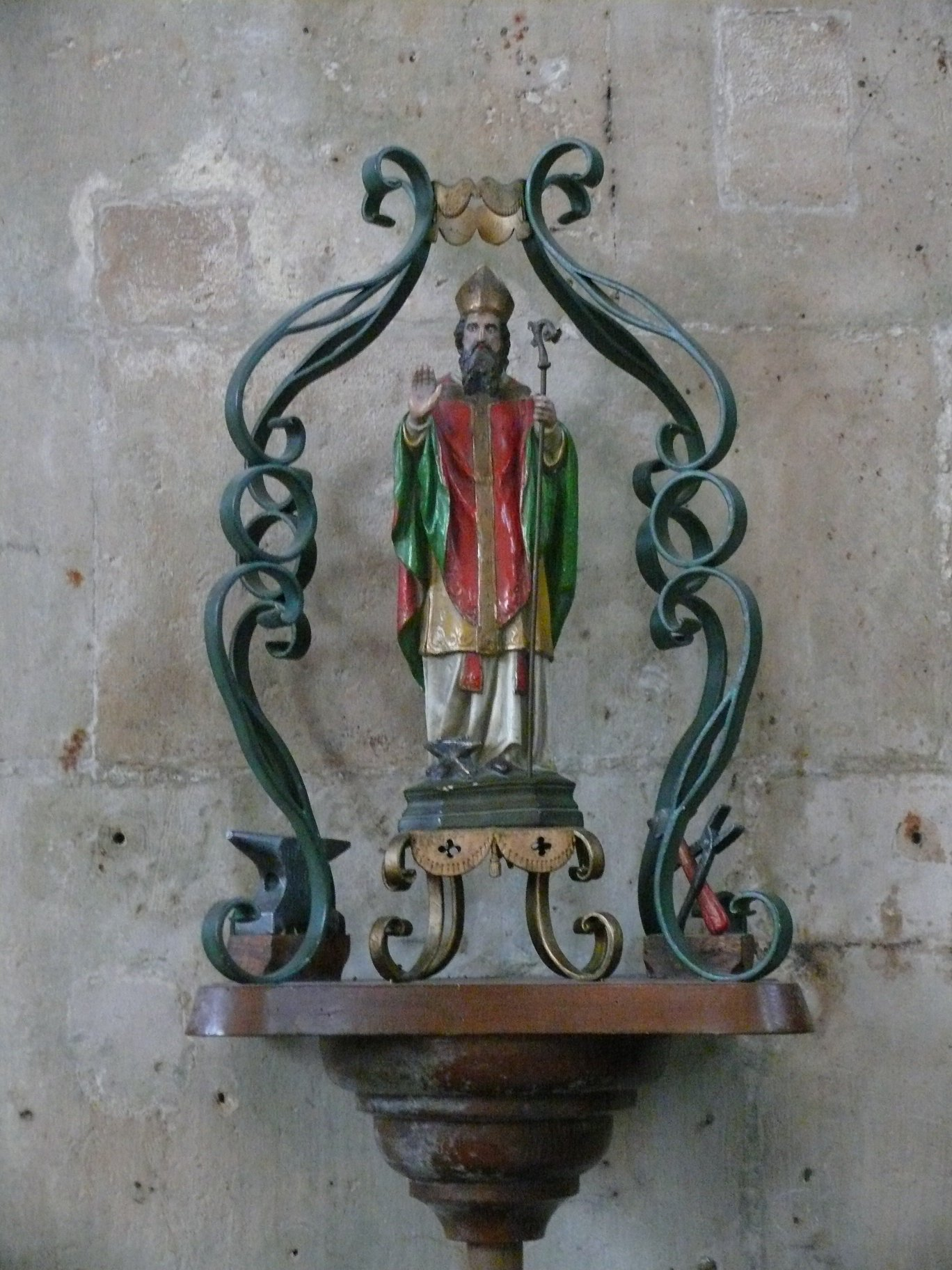
Bâton de procession.
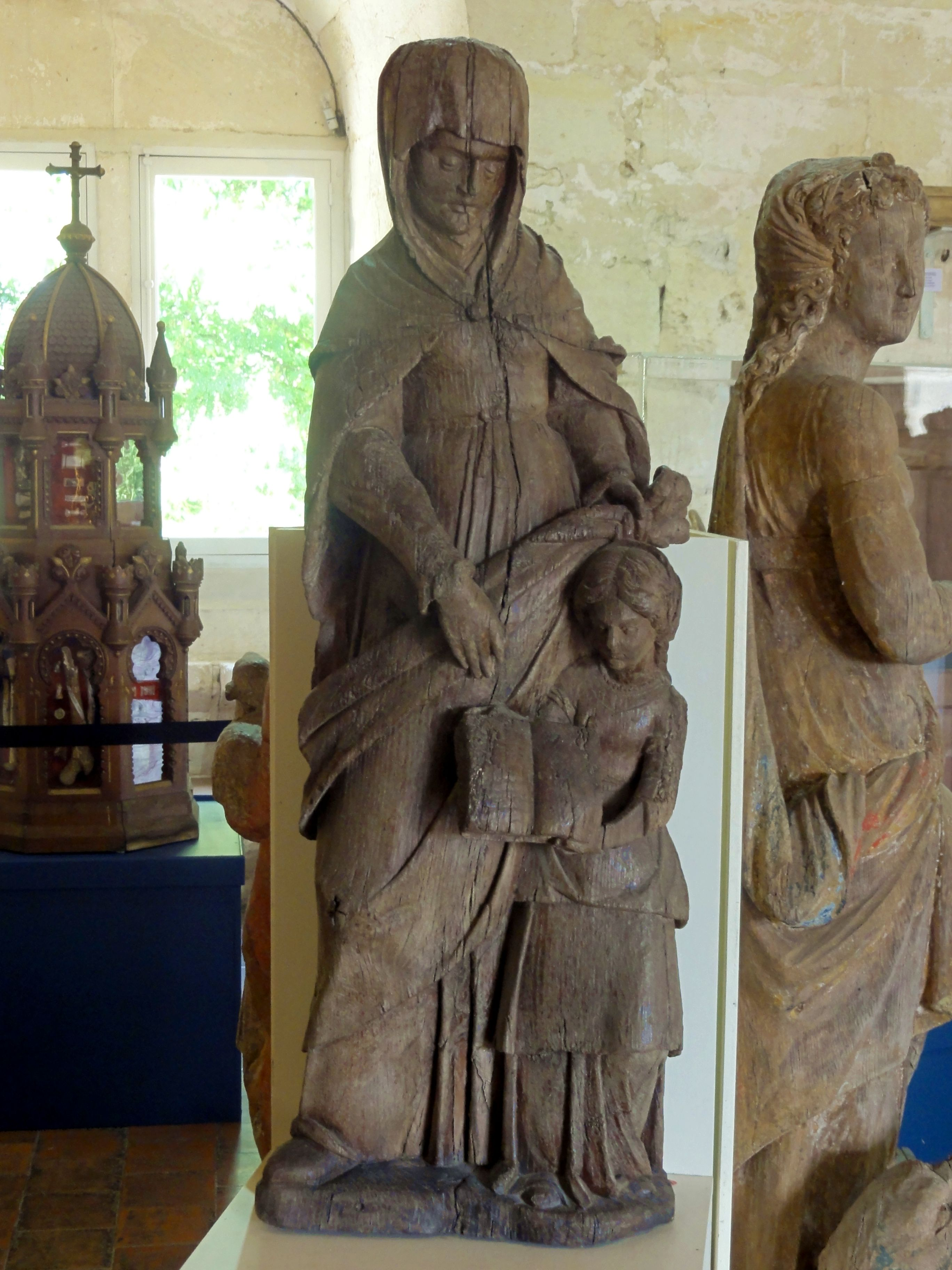
Éducation de la Vierge.
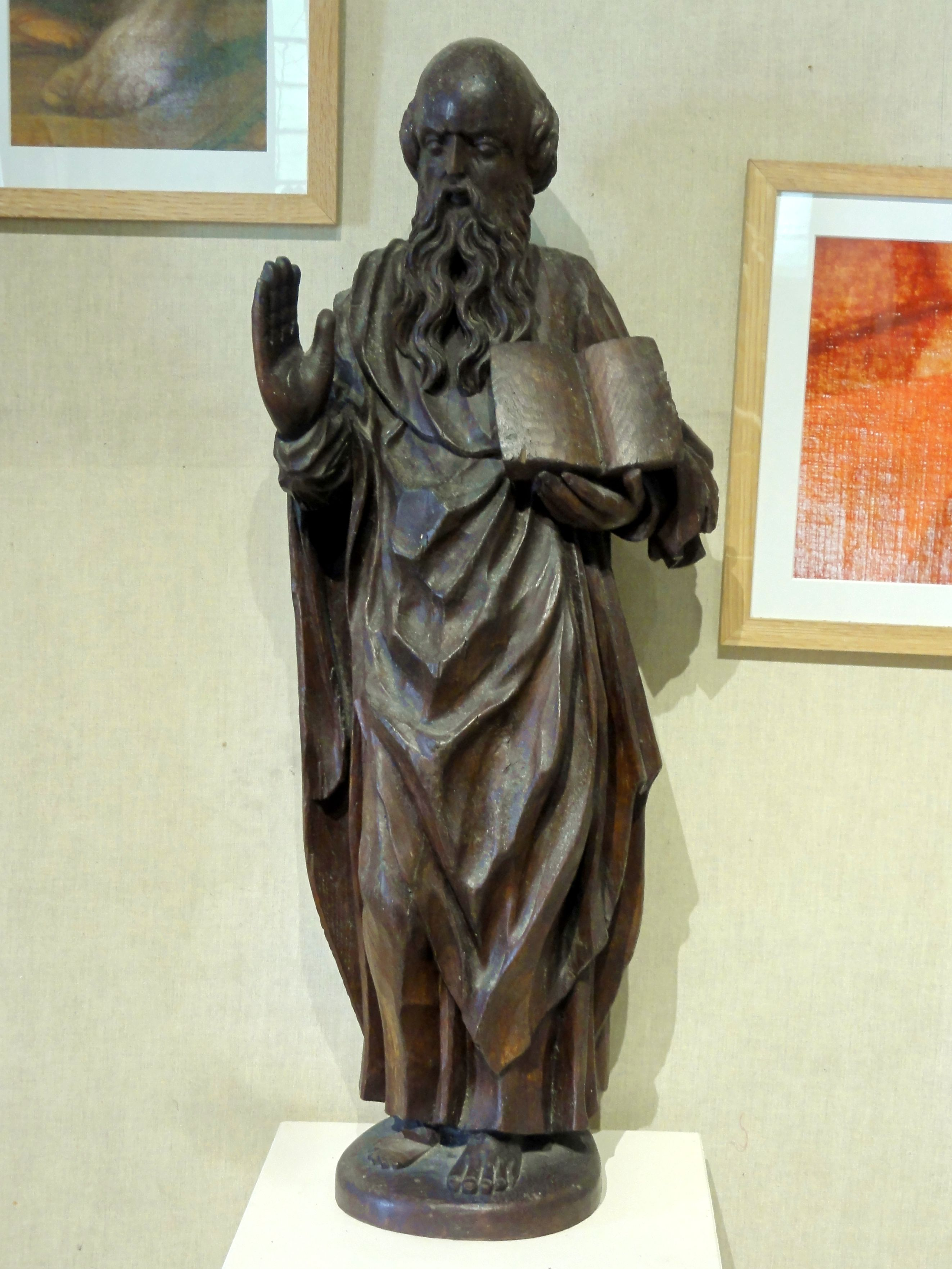
Saint Pierre.
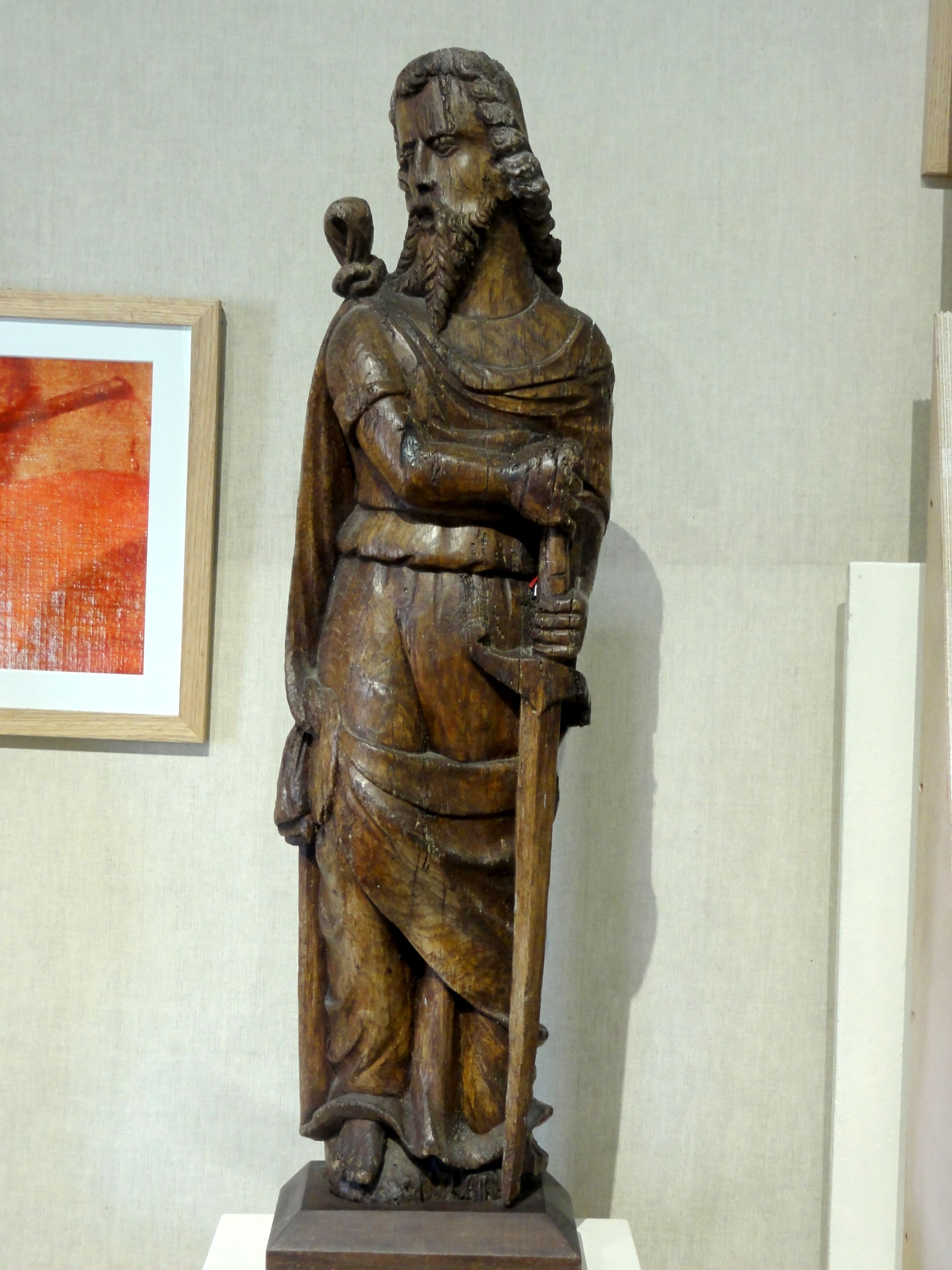
Saint Paul.
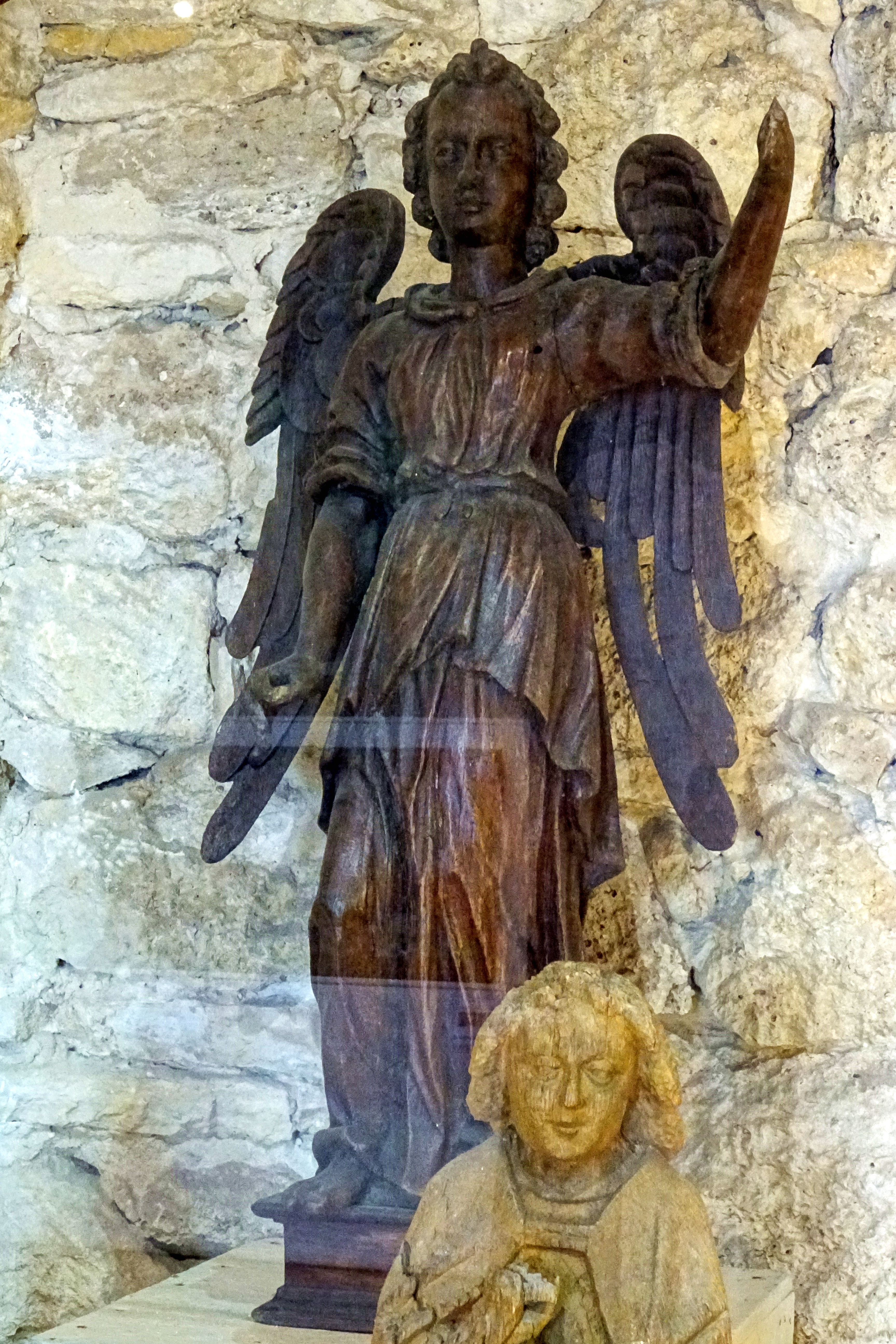
Ange.
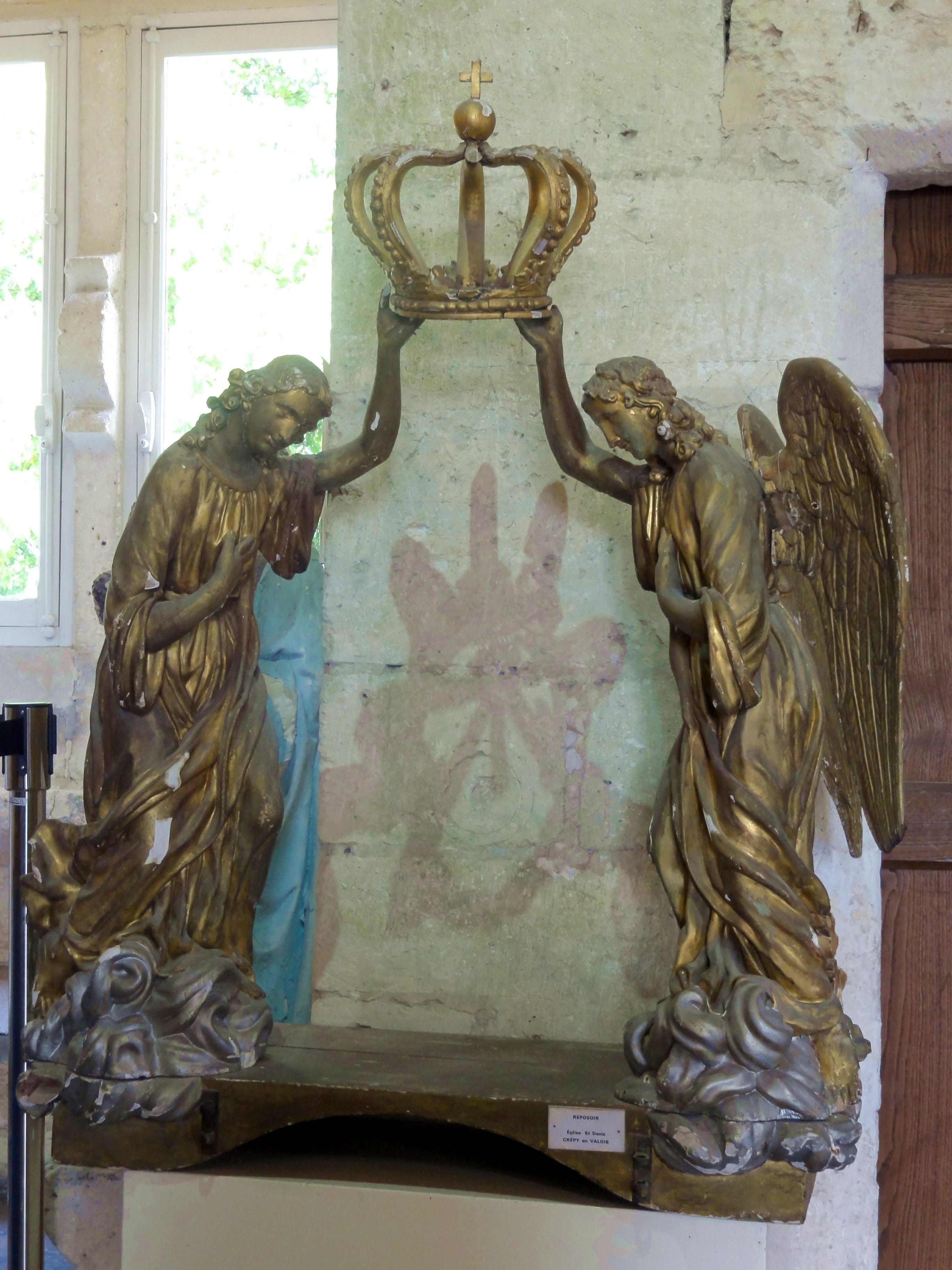
Reposoir.
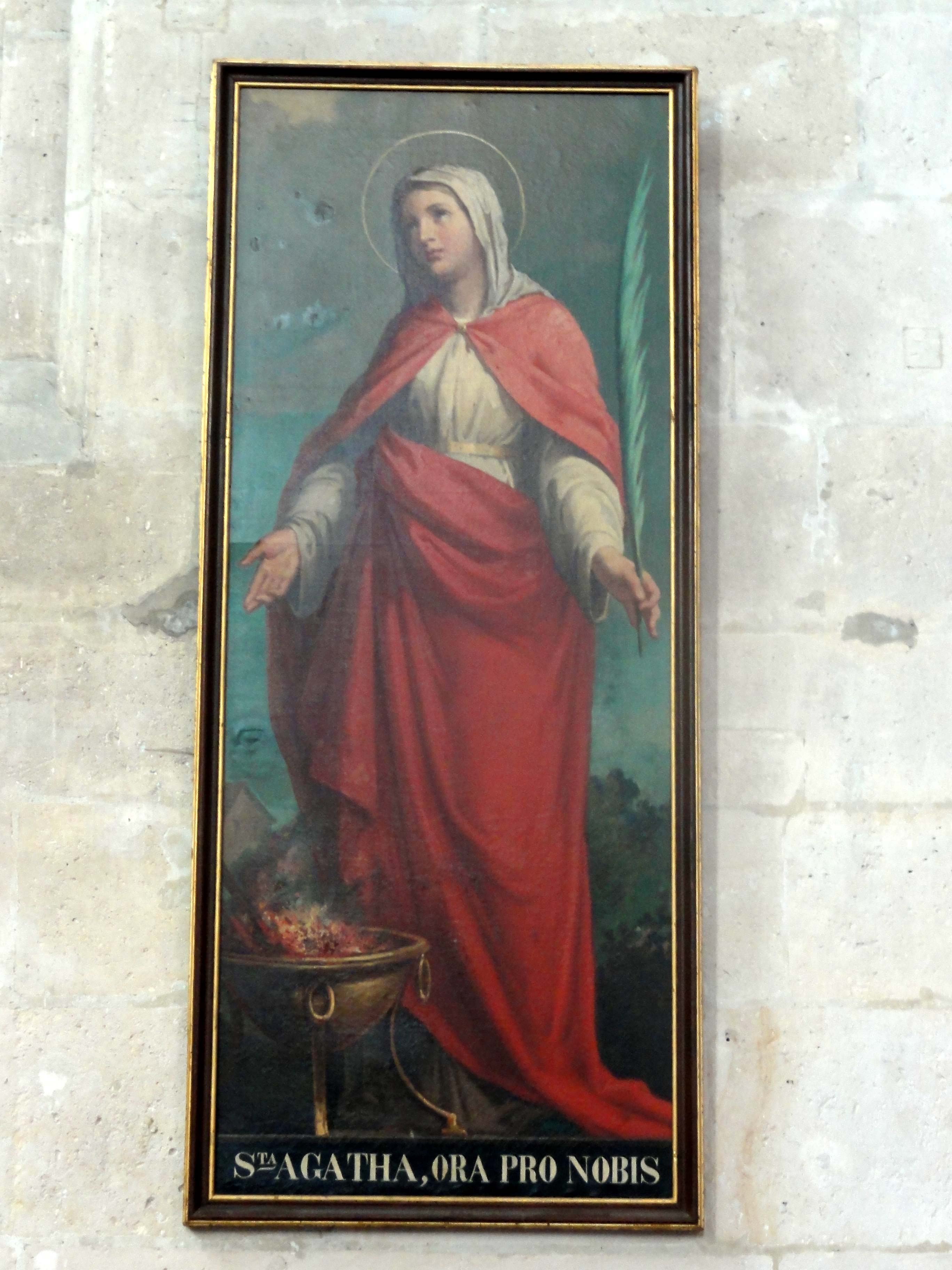
Sainte Agathe.
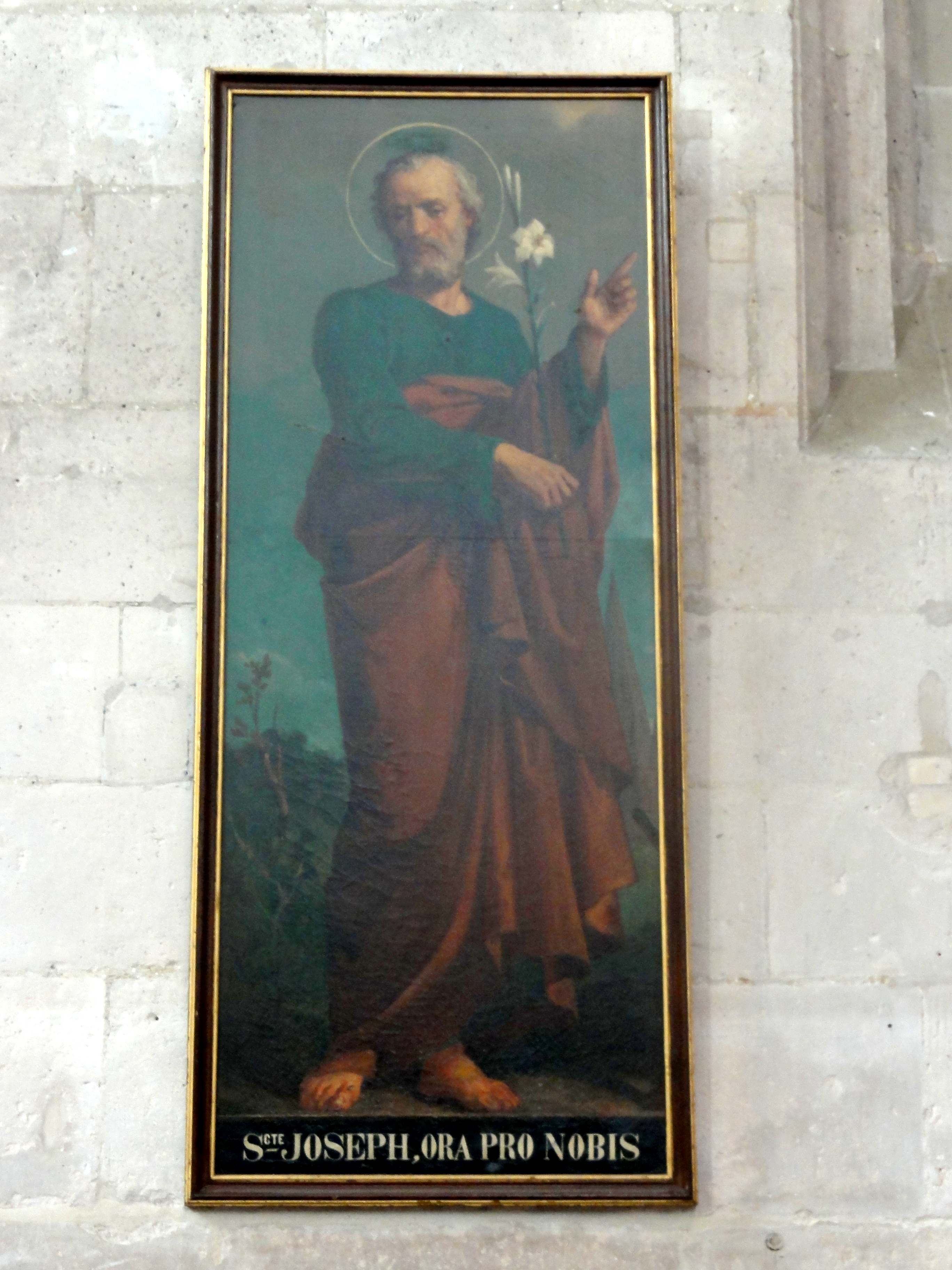
Saint Joseph.
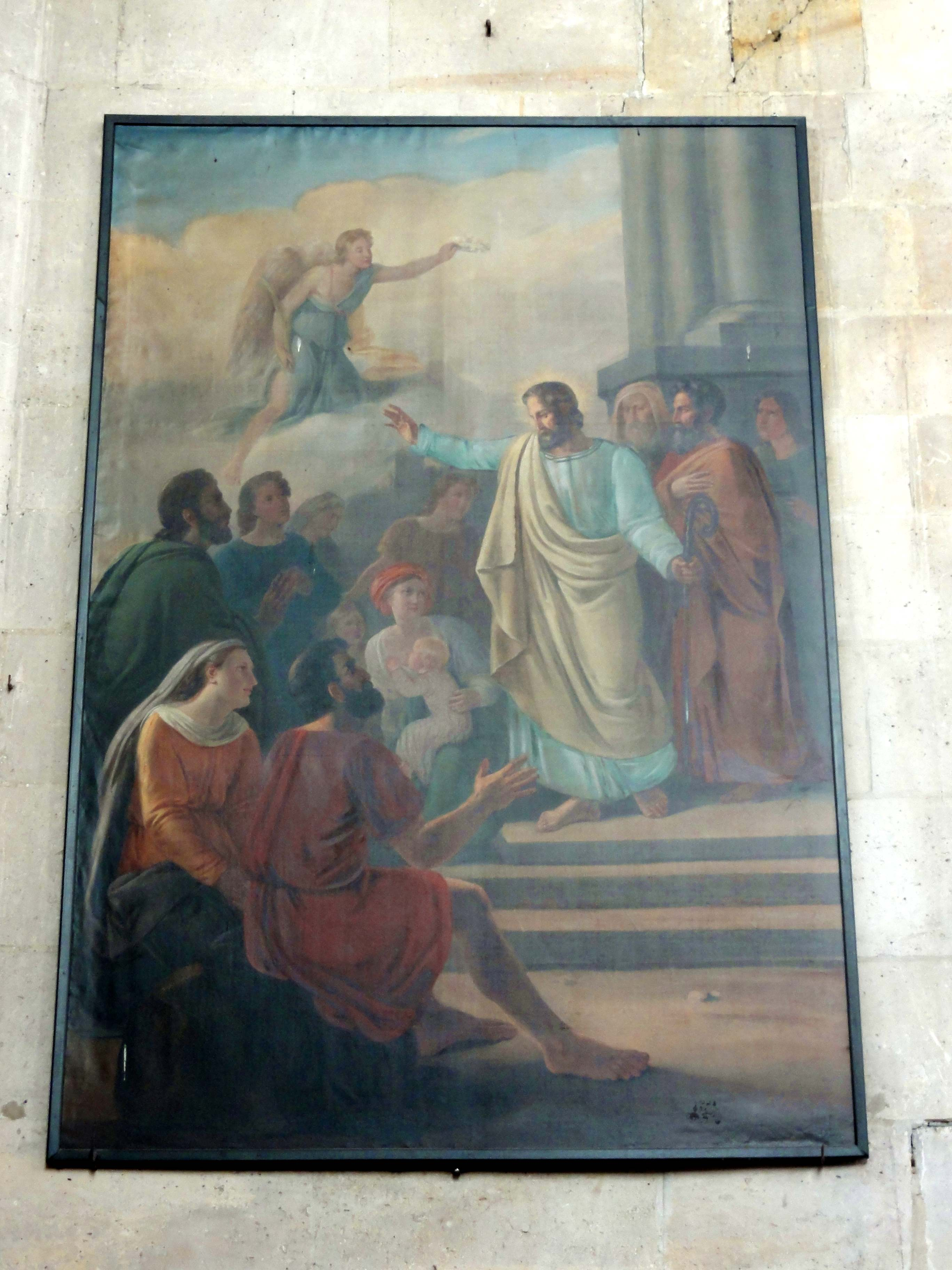
Jésus prêchant.
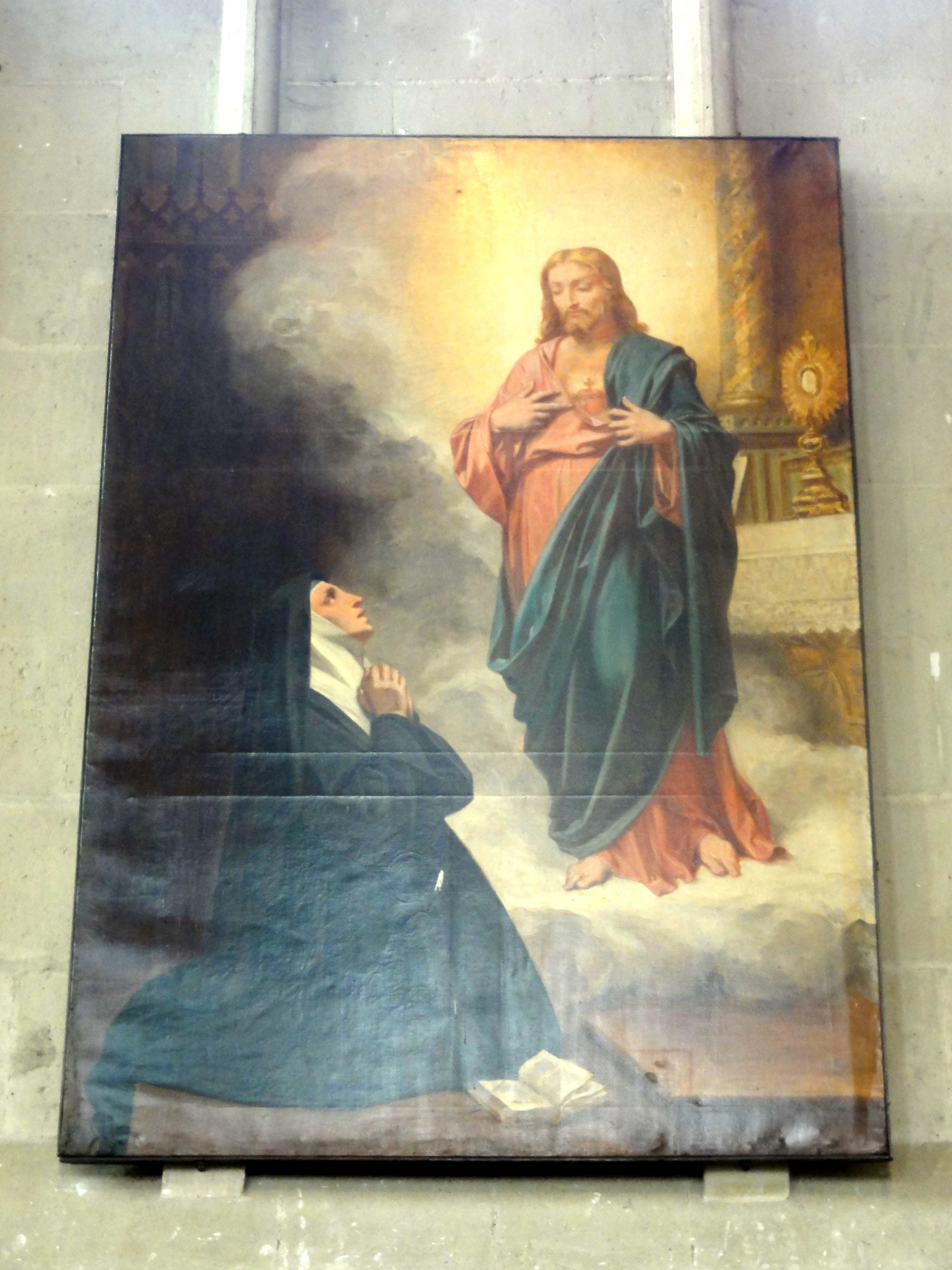
Apparition du Sacré-Cœur.
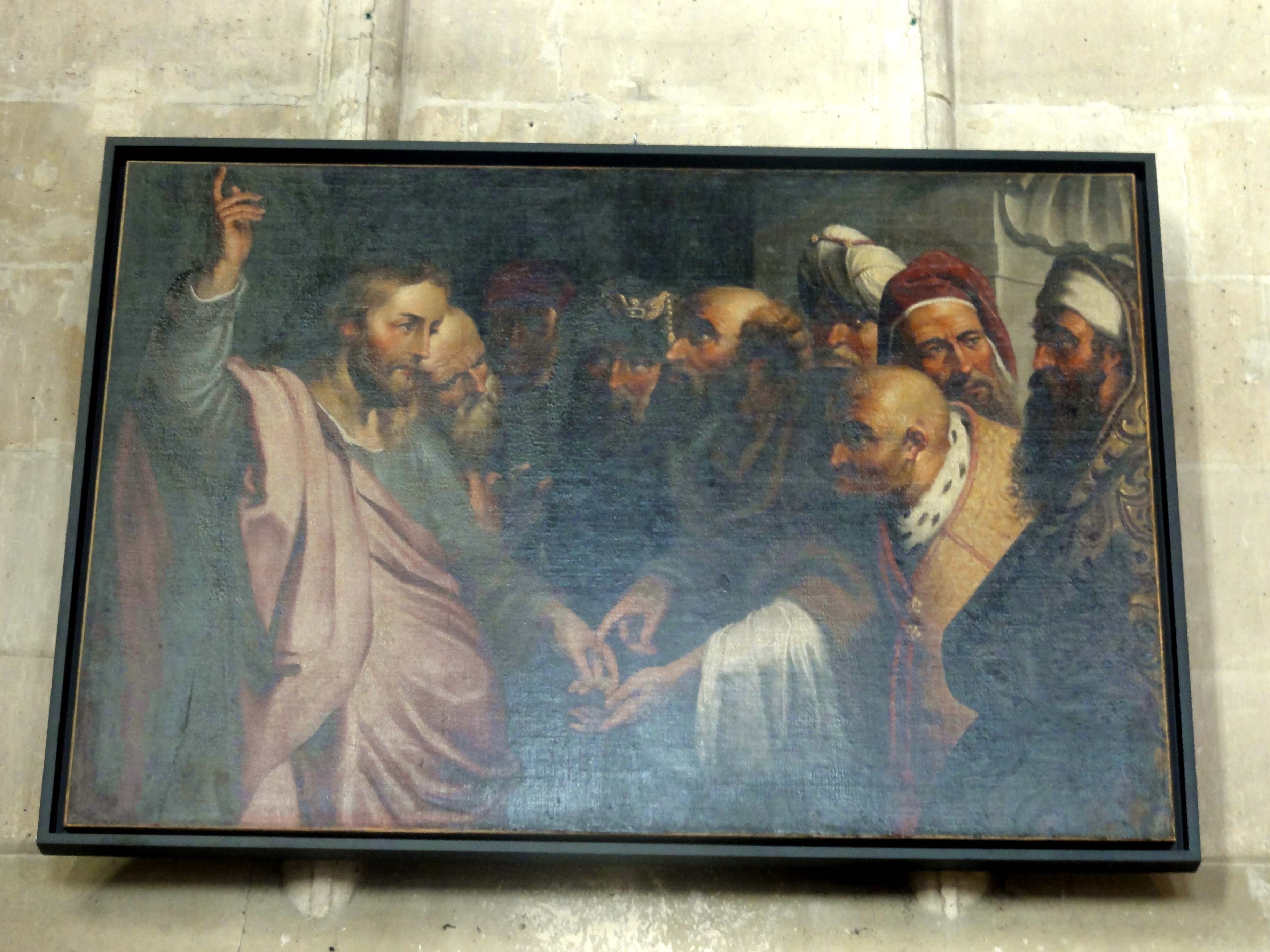
Jésus et les docteurs.